# Liste des planètes mineures non numérotées découvertes en octobre 2019
Pour un article plus général, voir Liste des planètes mineures non numérotées découvertes en 2019.
Pour un article plus général, voir Liste des planètes mineures.
Cet article dresse la liste des planètes mineures (astéroïdes, centaures, objets transneptuniens et assimilés) non numérotées découvertes en octobre 2019 dans l'ordre de leur découverte.
Au 15 janvier 2025, 661 077 des 1 434 993 planètes mineures répertoriées par le Centre des planètes mineures ne sont pas encore numérotées, soit 46,07 %.

## Rappel concernant la désignation provisoire
La désignation provisoire indique l'ordre de découverte de ces objets. En effet, cette désignation est composée de l'année de découverte (par exemple 2019) suivie de la quinzaine (demi-mois) de découverte (p.e. A = 1-15 janvier) puis de l'ordre de découverte dans cette quinzaine. Cet ordre est indiqué par une lettre et éventuellement un chiffre comme suit : A pour la première découverte, B pour la deuxième, ..., Z pour la 25e (le I n'est pas utilisé pour éviter la confusion avec 1), A1 pour la 26e, B1 pour la 27e, etc. , Z1 pour la 50e, A2 pour la 51e, B2 pour la 52e, etc. L'ordre de la numérotation ne suit donc pas l'ordre alphanumérique. 2019 AA1 suit ainsi 2019 AZ et précède 2019 AB1.

## Listes

### Du1erau 15 octobre 2019
- 2019 TA
- 2019 TB
- 2019 TC
- 2019 TD
- 2019 TE
- 2019 TF
- 2019 TG
- 2019 TH
- 2019 TJ
- 2019 TK
- 2019 TL
- 2019 TM
- 2019 TN
- 2019 TO
- 2019 TP
- 2019 TQ
- 2019 TR
- 2019 TS
- 2019 TT
- 2019 TU
- 2019 TV
- 2019 TW
- 2019 TX
- 2019 TY
- 2019 TZ
- A/2019 T1
- 2019 TA1
- 2019 TB1
- 2019 TC1
- 2019 TD1
- 2019 TE1
- 2019 TF1
- 2019 TG1
- 2019 TK1
- 2019 TL1
- 2019 TM1
- 2019 TN1
- 2019 TO1
- 2019 TP1
- 2019 TS1
- 2019 TT1
- 2019 TV1
- 2019 TW1
- 2019 TX1
- 2019 TY1
- 2019 TZ1
- 2019 TA2
- 2019 TB2
- 2019 TC2
- 2019 TD2
- 2019 TE2
- 2019 TF2
- 2019 TG2
- 2019 TH2
- 2019 TL2
- 2019 TM2
- 2019 TN2
- 2019 TO2
- 2019 TP2
- 2019 TQ2
- 2019 TR2
- 2019 TS2
- 2019 TT2
- 2019 TU2
- 2019 TV2
- 2019 TW2
- 2019 TY2
- 2019 TZ2
- 2019 TA3
- 2019 TC3
- 2019 TE3
- 2019 TF3
- 2019 TG3
- 2019 TH3
- 2019 TK3
- 2019 TL3
- 2019 TM3
- 2019 TO3
- 2019 TP3
- 2019 TQ3
- 2019 TR3
- 2019 TS3
- 2019 TT3
- 2019 TU3
- 2019 TV3
- 2019 TW3
- 2019 TX3
- 2019 TZ3
- 2019 TA4
- 2019 TB4
- 2019 TC4
- 2019 TD4
- 2019 TE4
- 2019 TF4
- 2019 TG4
- 2019 TH4
- 2019 TJ4
- 2019 TK4
- 2019 TL4
- 2019 TM4
- 2019 TN4
- 2019 TO4
- 2019 TP4
- 2019 TQ4
- 2019 TR4
- 2019 TS4
- 2019 TT4
- 2019 TU4
- 2019 TV4
- 2019 TZ4
- 2019 TA5
- 2019 TB5
- 2019 TC5
- 2019 TD5
- 2019 TF5
- 2019 TG5
- 2019 TH5
- 2019 TJ5
- 2019 TK5
- 2019 TN5
- 2019 TO5
- 2019 TP5
- 2019 TQ5
- 2019 TR5
- 2019 TS5
- 2019 TU5
- 2019 TV5
- 2019 TW5
- 2019 TY5
- 2019 TZ5
- 2019 TA6
- 2019 TB6
- 2019 TC6
- 2019 TE6
- 2019 TG6
- 2019 TH6
- 2019 TJ6
- 2019 TK6
- 2019 TL6
- 2019 TM6
- 2019 TN6
- 2019 TO6
- 2019 TP6
- 2019 TQ6
- 2019 TR6
- 2019 TS6
- 2019 TT6
- 2019 TU6
- 2019 TV6
- 2019 TW6
- 2019 TX6
- 2019 TY6
- 2019 TZ6
- 2019 TA7
- 2019 TB7
- 2019 TC7
- 2019 TD7
- 2019 TE7
- 2019 TF7
- 2019 TG7
- 2019 TH7
- 2019 TK7
- 2019 TM7
- 2019 TP7
- 2019 TR7
- 2019 TS7
- 2019 TT7
- 2019 TU7
- 2019 TV7
- 2019 TW7
- 2019 TX7
- 2019 TY7
- 2019 TZ7
- 2019 TA8
- 2019 TB8
- 2019 TC8
- 2019 TD8
- 2019 TG8
- 2019 TH8
- 2019 TL8
- 2019 TM8
- 2019 TO8
- 2019 TP8
- 2019 TR8
- 2019 TZ8
- 2019 TC9
- 2019 TD9
- 2019 TE9
- 2019 TF9
- 2019 TG9
- 2019 TH9
- 2019 TJ9
- 2019 TK9
- 2019 TM9
- 2019 TN9
- 2019 TS9
- 2019 TV9
- 2019 TW9
- 2019 TX9
- 2019 TY9
- 2019 TA10
- 2019 TC10
- 2019 TD10
- 2019 TG10
- 2019 TH10
- 2019 TJ10
- 2019 TK10
- 2019 TL10
- 2019 TN10
- 2019 TO10
- 2019 TP10
- 2019 TQ10
- 2019 TS10
- 2019 TV10
- 2019 TW10
- 2019 TX10
- 2019 TY10
- 2019 TZ10
- 2019 TA11
- 2019 TC11
- 2019 TD11
- 2019 TG11
- 2019 TH11
- 2019 TJ11
- 2019 TK11
- 2019 TM11
- 2019 TN11
- 2019 TO11
- 2019 TP11
- 2019 TQ11
- 2019 TR11
- 2019 TS11
- 2019 TT11
- 2019 TV11
- 2019 TX11
- 2019 TY11
- 2019 TZ11
- 2019 TA12
- 2019 TB12
- 2019 TC12
- 2019 TE12
- 2019 TH12
- 2019 TJ12
- 2019 TK12
- 2019 TL12
- 2019 TM12
- 2019 TN12
- 2019 TP12
- 2019 TQ12
- 2019 TS12
- 2019 TT12
- 2019 TU12
- 2019 TW12
- 2019 TX12
- 2019 TZ12
- 2019 TA13
- 2019 TB13
- 2019 TC13
- 2019 TD13
- 2019 TE13
- 2019 TF13
- 2019 TG13
- 2019 TH13
- 2019 TJ13
- 2019 TK13
- 2019 TL13
- 2019 TM13
- 2019 TN13
- 2019 TO13
- 2019 TQ13
- 2019 TR13
- 2019 TU13
- 2019 TV13
- 2019 TW13
- 2019 TX13
- 2019 TY13
- 2019 TZ13
- 2019 TA14
- 2019 TB14
- 2019 TC14
- 2019 TD14
- 2019 TE14
- 2019 TH14
- 2019 TJ14
- 2019 TL14
- 2019 TM14
- 2019 TN14
- 2019 TP14
- 2019 TQ14
- 2019 TR14
- 2019 TS14
- 2019 TV14
- 2019 TZ14
- 2019 TA15
- 2019 TB15
- 2019 TC15
- 2019 TF15
- 2019 TG15
- 2019 TJ15
- 2019 TM15
- 2019 TN15
- 2019 TO15
- 2019 TP15
- 2019 TR15
- 2019 TS15
- 2019 TT15
- 2019 TU15
- 2019 TW15
- 2019 TX15
- 2019 TY15
- 2019 TC16
- 2019 TD16
- 2019 TE16
- 2019 TF16
- 2019 TH16
- 2019 TJ16
- 2019 TK16
- 2019 TM16
- 2019 TO16
- 2019 TP16
- 2019 TR16
- 2019 TU16
- 2019 TV16
- 2019 TW16
- 2019 TX16
- 2019 TY16
- 2019 TZ16
- 2019 TB17
- 2019 TC17
- 2019 TD17
- 2019 TE17
- 2019 TG17
- 2019 TH17
- 2019 TK17
- 2019 TL17
- 2019 TM17
- 2019 TN17
- 2019 TO17
- 2019 TP17
- 2019 TQ17
- 2019 TR17
- 2019 TS17
- 2019 TT17
- 2019 TU17
- 2019 TV17
- 2019 TW17
- 2019 TX17
- 2019 TY17
- 2019 TZ17
- 2019 TB18
- 2019 TE18
- 2019 TF18
- 2019 TG18
- 2019 TJ18
- 2019 TK18
- 2019 TL18
- 2019 TM18
- 2019 TN18
- 2019 TO18
- 2019 TP18
- 2019 TQ18
- 2019 TR18
- 2019 TS18
- 2019 TT18
- 2019 TU18
- 2019 TV18
- 2019 TW18
- 2019 TX18
- 2019 TY18
- 2019 TZ18
- 2019 TA19
- 2019 TB19
- 2019 TC19
- 2019 TD19
- 2019 TE19
- 2019 TF19
- 2019 TG19
- 2019 TH19
- 2019 TJ19
- 2019 TK19
- 2019 TN19
- 2019 TO19
- 2019 TP19
- 2019 TQ19
- 2019 TR19
- 2019 TS19
- 2019 TT19
- 2019 TV19
- 2019 TW19
- 2019 TY19
- 2019 TZ19
- 2019 TC20
- 2019 TD20
- 2019 TF20
- 2019 TG20
- 2019 TH20
- 2019 TK20
- 2019 TL20
- 2019 TM20
- 2019 TO20
- 2019 TP20
- 2019 TR20
- 2019 TS20
- 2019 TT20
- 2019 TV20
- 2019 TW20
- 2019 TY20
- 2019 TA21
- 2019 TC21
- 2019 TE21
- 2019 TH21
- 2019 TJ21
- 2019 TL21
- 2019 TM21
- 2019 TN21
- 2019 TP21
- 2019 TQ21
- 2019 TU21
- 2019 TX21
- 2019 TY21
- 2019 TZ21
- 2019 TA22
- 2019 TB22
- 2019 TC22
- 2019 TD22
- 2019 TE22
- 2019 TJ22
- 2019 TK22
- 2019 TM22
- 2019 TO22
- 2019 TR22
- 2019 TS22
- 2019 TT22
- 2019 TU22
- 2019 TW22
- 2019 TY22
- 2019 TA23
- 2019 TB23
- 2019 TC23
- 2019 TD23
- 2019 TE23
- 2019 TF23
- 2019 TG23
- 2019 TJ23
- 2019 TK23
- 2019 TL23
- 2019 TM23
- 2019 TO23
- 2019 TP23
- 2019 TQ23
- 2019 TR23
- 2019 TT23
- 2019 TU23
- 2019 TV23
- 2019 TX23
- 2019 TY23
- 2019 TZ23
- 2019 TA24
- 2019 TG24
- 2019 TH24
- 2019 TL24
- 2019 TM24
- 2019 TN24
- 2019 TO24
- 2019 TP24
- 2019 TQ24
- 2019 TS24
- 2019 TT24
- 2019 TU24
- 2019 TV24
- 2019 TW24
- 2019 TX24
- 2019 TY24
- 2019 TZ24
- 2019 TA25
- 2019 TB25
- 2019 TC25
- 2019 TD25
- 2019 TE25
- 2019 TF25
- 2019 TG25
- 2019 TJ25
- 2019 TL25
- 2019 TM25
- 2019 TN25
- 2019 TO25
- 2019 TP25
- 2019 TQ25
- 2019 TR25
- 2019 TS25
- 2019 TT25
- 2019 TV25
- 2019 TX25
- 2019 TY25
- 2019 TZ25
- 2019 TA26
- 2019 TB26
- 2019 TC26
- 2019 TD26
- 2019 TE26
- 2019 TF26
- 2019 TG26
- 2019 TH26
- 2019 TJ26
- 2019 TK26
- 2019 TL26
- 2019 TM26
- 2019 TN26
- 2019 TO26
- 2019 TP26
- 2019 TQ26
- 2019 TS26
- 2019 TT26
- 2019 TU26
- 2019 TW26
- 2019 TX26
- 2019 TY26
- 2019 TC27
- 2019 TD27
- 2019 TJ27
- 2019 TL27
- 2019 TM27
- 2019 TN27
- 2019 TP27
- 2019 TR27
- 2019 TS27
- 2019 TT27
- 2019 TV27
- 2019 TW27
- 2019 TX27
- 2019 TY27
- 2019 TZ27
- 2019 TA28
- 2019 TB28
- 2019 TD28
- 2019 TE28
- 2019 TJ28
- 2019 TK28
- 2019 TM28
- 2019 TN28
- 2019 TO28
- 2019 TP28
- 2019 TS28
- 2019 TU28
- 2019 TW28
- 2019 TY28
- 2019 TZ28
- 2019 TA29
- 2019 TB29
- 2019 TC29
- 2019 TE29
- 2019 TG29
- 2019 TH29
- 2019 TK29
- 2019 TM29
- 2019 TN29
- 2019 TS29
- 2019 TT29
- 2019 TU29
- 2019 TV29
- 2019 TX29
- 2019 TZ29
- 2019 TA30
- 2019 TB30
- 2019 TC30
- 2019 TD30
- 2019 TE30
- 2019 TF30
- 2019 TH30
- 2019 TJ30
- 2019 TK30
- 2019 TL30
- 2019 TM30
- 2019 TN30
- 2019 TO30
- 2019 TP30
- 2019 TQ30
- 2019 TR30
- 2019 TS30
- 2019 TV30
- 2019 TX30
- 2019 TY30
- 2019 TZ30
- 2019 TA31
- 2019 TB31
- 2019 TC31
- 2019 TD31
- 2019 TE31
- 2019 TF31
- 2019 TG31
- 2019 TH31
- 2019 TL31
- 2019 TM31
- 2019 TN31
- 2019 TQ31
- 2019 TR31
- 2019 TS31
- 2019 TT31
- 2019 TV31
- 2019 TW31
- 2019 TX31
- 2019 TY31
- 2019 TZ31
- 2019 TA32
- 2019 TB32
- 2019 TG32
- 2019 TH32
- 2019 TL32
- 2019 TM32
- 2019 TN32
- 2019 TP32
- 2019 TQ32
- 2019 TR32
- 2019 TS32
- 2019 TT32
- 2019 TU32
- 2019 TV32
- 2019 TW32
- 2019 TX32
- 2019 TY32
- 2019 TZ32
- 2019 TA33
- 2019 TC33
- 2019 TE33
- 2019 TG33
- 2019 TH33
- 2019 TM33
- 2019 TP33
- 2019 TR33
- 2019 TS33
- 2019 TT33
- 2019 TV33
- 2019 TE34
- 2019 TZ34
- 2019 TA35
- 2019 TB35
- 2019 TC35
- 2019 TD35
- 2019 TF35
- 2019 TH35
- 2019 TJ35
- 2019 TO35
- 2019 TS35
- 2019 TT35
- 2019 TU35
- 2019 TV35
- 2019 TY35
- 2019 TZ35
- 2019 TA36
- 2019 TB36
- 2019 TC36
- 2019 TD36
- 2019 TF36
- 2019 TH36
- 2019 TJ36
- 2019 TL36
- 2019 TM36
- 2019 TN36
- 2019 TO36
- 2019 TP36
- 2019 TQ36
- 2019 TR36
- 2019 TS36
- 2019 TT36
- 2019 TU36
- 2019 TV36
- 2019 TW36
- 2019 TZ36
- 2019 TA37
- 2019 TB37
- 2019 TC37
- 2019 TD37
- 2019 TE37
- 2019 TG37
- 2019 TH37
- 2019 TJ37
- 2019 TL37
- 2019 TM37
- 2019 TO37
- 2019 TP37
- 2019 TQ37
- 2019 TR37
- 2019 TS37
- 2019 TT37
- 2019 TU37
- 2019 TW37
- 2019 TX37
- 2019 TY37
- 2019 TB38
- 2019 TC38
- 2019 TD38
- 2019 TE38
- 2019 TH38
- 2019 TK38
- 2019 TL38
- 2019 TM38
- 2019 TN38
- 2019 TO38
- 2019 TP38
- 2019 TQ38
- 2019 TR38
- 2019 TS38
- 2019 TT38
- 2019 TU38
- 2019 TV38
- 2019 TX38
- 2019 TY38
- 2019 TZ38
- 2019 TB39
- 2019 TC39
- 2019 TE39
- 2019 TF39
- 2019 TH39
- 2019 TK39
- 2019 TL39
- 2019 TM39
- 2019 TN39
- 2019 TO39
- 2019 TP39
- 2019 TQ39
- 2019 TR39
- 2019 TS39
- 2019 TT39
- 2019 TU39
- 2019 TV39
- 2019 TW39
- 2019 TX39
- 2019 TY39
- 2019 TZ39
- 2019 TA40
- 2019 TB40
- 2019 TC40
- 2019 TD40
- 2019 TE40
- 2019 TG40
- 2019 TK40
- 2019 TL40
- 2019 TM40
- 2019 TN40
- 2019 TP40
- 2019 TQ40
- 2019 TS40
- 2019 TT40
- 2019 TU40
- 2019 TV40
- 2019 TW40
- 2019 TX40
- 2019 TY40
- 2019 TA41
- 2019 TB41
- 2019 TC41
- 2019 TD41
- 2019 TE41
- 2019 TF41
- 2019 TG41
- 2019 TH41
- 2019 TJ41
- 2019 TL41
- 2019 TN41
- 2019 TO41
- 2019 TP41
- 2019 TR41
- 2019 TS41
- 2019 TT41
- 2019 TU41
- 2019 TV41
- 2019 TW41
- 2019 TX41
- 2019 TY41
- 2019 TZ41
- 2019 TA42
- 2019 TB42
- 2019 TC42
- 2019 TD42
- 2019 TE42
- 2019 TF42
- 2019 TG42
- 2019 TH42
- 2019 TJ42
- 2019 TK42
- 2019 TL42
- 2019 TM42
- 2019 TN42
- 2019 TP42
- 2019 TQ42
- 2019 TR42
- 2019 TS42
- 2019 TT42
- 2019 TU42
- 2019 TV42
- 2019 TW42
- 2019 TX42
- 2019 TY42
- 2019 TZ42
- 2019 TA43
- 2019 TB43
- 2019 TD43
- 2019 TE43
- 2019 TF43
- 2019 TH43
- 2019 TJ43
- 2019 TK43
- 2019 TL43
- 2019 TO43
- 2019 TP43
- 2019 TQ43
- 2019 TR43
- 2019 TS43
- 2019 TT43
- 2019 TU43
- 2019 TV43
- 2019 TW43
- 2019 TX43
- 2019 TY43
- 2019 TZ43
- 2019 TA44
- 2019 TB44
- 2019 TC44
- 2019 TD44
- 2019 TE44
- 2019 TF44
- 2019 TG44
- 2019 TH44
- 2019 TJ44
- 2019 TK44
- 2019 TL44
- 2019 TM44
- 2019 TN44
- 2019 TO44
- 2019 TP44
- 2019 TQ44
- 2019 TS44
- 2019 TT44
- 2019 TU44
- 2019 TV44
- 2019 TW44
- 2019 TX44
- 2019 TZ44
- 2019 TA45
- 2019 TB45
- 2019 TC45
- 2019 TE45
- 2019 TF45
- 2019 TG45
- 2019 TH45
- 2019 TK45
- 2019 TL45
- 2019 TM45
- 2019 TN45
- 2019 TO45
- 2019 TP45
- 2019 TQ45
- 2019 TR45
- 2019 TS45
- 2019 TT45
- 2019 TU45
- 2019 TV45
- 2019 TW45
- 2019 TZ45
- 2019 TA46
- 2019 TB46
- 2019 TC46
- 2019 TD46
- 2019 TE46
- 2019 TF46
- 2019 TG46
- 2019 TH46
- 2019 TJ46
- 2019 TL46
- 2019 TM46
- 2019 TN46
- 2019 TO46
- 2019 TP46
- 2019 TQ46
- 2019 TR46
- 2019 TS46
- 2019 TT46
- 2019 TU46
- 2019 TV46
- 2019 TW46
- 2019 TX46
- 2019 TY46
- 2019 TZ46
- 2019 TB47
- 2019 TC47
- 2019 TD47
- 2019 TE47
- 2019 TF47
- 2019 TG47
- 2019 TH47
- 2019 TJ47
- 2019 TK47
- 2019 TL47
- 2019 TM47
- 2019 TN47
- 2019 TO47
- 2019 TP47
- 2019 TQ47
- 2019 TR47
- 2019 TS47
- 2019 TT47
- 2019 TU47
- 2019 TV47
- 2019 TW47
- 2019 TX47
- 2019 TY47
- 2019 TZ47
- 2019 TA48
- 2019 TB48
- 2019 TC48
- 2019 TD48
- 2019 TE48
- 2019 TF48
- 2019 TG48
- 2019 TH48
- 2019 TJ48
- 2019 TK48
- 2019 TL48
- 2019 TN48
- 2019 TO48
- 2019 TP48
- 2019 TQ48
- 2019 TR48
- 2019 TS48
- 2019 TU48
- 2019 TV48
- 2019 TW48
- 2019 TX48
- 2019 TY48
- 2019 TZ48
- 2019 TA49
- 2019 TC49
- 2019 TD49
- 2019 TE49
- 2019 TF49
- 2019 TG49
- 2019 TH49
- 2019 TJ49
- 2019 TK49
- 2019 TL49
- 2019 TM49
- 2019 TN49
- 2019 TP49
- 2019 TQ49
- 2019 TR49
- 2019 TT49
- 2019 TU49
- 2019 TV49
- 2019 TY49
- 2019 TZ49
- 2019 TA50
- 2019 TC50
- 2019 TD50
- 2019 TE50
- 2019 TF50
- 2019 TH50
- 2019 TJ50
- 2019 TK50
- 2019 TL50
- 2019 TM50
- 2019 TN50
- 2019 TO50
- 2019 TP50
- 2019 TQ50
- 2019 TR50
- 2019 TS50
- 2019 TT50
- 2019 TU50
- 2019 TV50
- 2019 TX50
- 2019 TY50
- 2019 TZ50
- 2019 TB51
- 2019 TC51
- 2019 TD51
- 2019 TE51
- 2019 TF51
- 2019 TH51
- 2019 TK51
- 2019 TL51
- 2019 TM51
- 2019 TN51
- 2019 TO51
- 2019 TP51
- 2019 TQ51
- 2019 TR51
- 2019 TS51
- 2019 TT51
- 2019 TU51
- 2019 TW51
- 2019 TY51
- 2019 TZ51
- 2019 TA52
- 2019 TB52
- 2019 TC52
- 2019 TD52
- 2019 TE52
- 2019 TF52
- 2019 TG52
- 2019 TJ52
- 2019 TK52
- 2019 TM52
- 2019 TN52
- 2019 TO52
- 2019 TP52
- 2019 TR52
- 2019 TS52
- 2019 TT52
- 2019 TU52
- 2019 TW52
- 2019 TY52
- 2019 TZ52
- 2019 TA53
- 2019 TB53
- 2019 TC53
- 2019 TD53
- 2019 TF53
- 2019 TH53
- 2019 TJ53
- 2019 TK53
- 2019 TL53
- 2019 TM53
- 2019 TN53
- 2019 TO53
- 2019 TP53
- 2019 TQ53
- 2019 TR53
- 2019 TS53
- 2019 TT53
- 2019 TU53
- 2019 TV53
- 2019 TX53
- 2019 TY53
- 2019 TA54
- 2019 TC54
- 2019 TD54
- 2019 TE54
- 2019 TF54
- 2019 TG54
- 2019 TH54
- 2019 TJ54
- 2019 TK54
- 2019 TL54
- 2019 TM54
- 2019 TN54
- 2019 TO54
- 2019 TQ54
- 2019 TR54
- 2019 TS54
- 2019 TT54
- 2019 TU54
- 2019 TV54
- 2019 TW54
- 2019 TX54
- 2019 TY54
- 2019 TZ54
- 2019 TA55
- 2019 TB55
- 2019 TD55
- 2019 TH55
- 2019 TJ55
- 2019 TK55
- 2019 TL55
- 2019 TM55
- 2019 TN55
- 2019 TO55
- 2019 TP55
- 2019 TQ55
- 2019 TR55
- 2019 TS55
- 2019 TT55
- 2019 TU55
- 2019 TV55
- 2019 TW55
- 2019 TX55
- 2019 TZ55
- 2019 TB56
- 2019 TC56
- 2019 TD56
- 2019 TE56
- 2019 TF56
- 2019 TG56
- 2019 TH56
- 2019 TJ56
- 2019 TL56
- 2019 TM56
- 2019 TN56
- 2019 TO56
- 2019 TP56
- 2019 TQ56
- 2019 TR56
- 2019 TS56
- 2019 TT56
- 2019 TU56
- 2019 TV56
- 2019 TW56
- 2019 TX56
- 2019 TY56
- 2019 TZ56
- 2019 TA57
- 2019 TB57
- 2019 TC57
- 2019 TD57
- 2019 TE57
- 2019 TG57
- 2019 TH57
- 2019 TJ57
- 2019 TK57
- 2019 TL57
- 2019 TM57
- 2019 TN57
- 2019 TO57
- 2019 TP57
- 2019 TQ57
- 2019 TR57
- 2019 TS57
- 2019 TT57
- 2019 TU57
- 2019 TV57
- 2019 TW57
- 2019 TX57
- 2019 TY57
- 2019 TZ57
- 2019 TA58
- 2019 TB58
- 2019 TC58
- 2019 TE58
- 2019 TF58
- 2019 TG58
- 2019 TH58
- 2019 TJ58
- 2019 TK58
- 2019 TL58
- 2019 TM58
- 2019 TN58
- 2019 TO58
- 2019 TP58
- 2019 TQ58
- 2019 TR58
- 2019 TS58
- 2019 TT58
- 2019 TU58
- 2019 TV58
- 2019 TW58
- 2019 TX58
- 2019 TY58
- 2019 TZ58
- 2019 TA59
- 2019 TB59
- 2019 TC59
- 2019 TD59
- 2019 TE59
- 2019 TF59
- 2019 TG59
- 2019 TH59
- 2019 TJ59
- 2019 TK59
- 2019 TL59
- 2019 TM59
- 2019 TN59
- 2019 TO59
- 2019 TP59
- 2019 TR59
- 2019 TW59
- 2019 TX59
- 2019 TY59
- 2019 TZ59
- 2019 TA60
- 2019 TB60
- 2019 TC60
- 2019 TD60
- 2019 TE60
- 2019 TF60
- 2019 TG60
- 2019 TJ60
- 2019 TK60
- 2019 TL60
- 2019 TM60
- 2019 TN60
- 2019 TO60
- 2019 TP60
- 2019 TQ60
- 2019 TR60
- 2019 TS60
- 2019 TT60
- 2019 TU60
- 2019 TV60
- 2019 TW60
- 2019 TX60
- 2019 TY60
- 2019 TZ60
- 2019 TA61
- 2019 TB61
- 2019 TC61
- 2019 TD61
- 2019 TE61
- 2019 TF61
- 2019 TG61
- 2019 TH61
- 2019 TJ61
- 2019 TK61
- 2019 TL61
- 2019 TM61
- 2019 TN61
- 2019 TO61
- 2019 TP61
- 2019 TQ61
- 2019 TR61
- 2019 TS61
- 2019 TT61
- 2019 TU61
- 2019 TV61
- 2019 TW61
- 2019 TX61
- 2019 TY61
- 2019 TZ61
- 2019 TA62
- 2019 TB62
- 2019 TC62
- 2019 TD62
- 2019 TE62
- 2019 TF62
- 2019 TG62
- 2019 TH62
- 2019 TJ62
- 2019 TK62
- 2019 TL62
- 2019 TM62
- 2019 TN62
- 2019 TO62
- 2019 TP62
- 2019 TQ62
- 2019 TR62
- 2019 TS62
- 2019 TT62
- 2019 TU62
- 2019 TV62
- 2019 TW62
- 2019 TX62
- 2019 TY62
- 2019 TZ62
- 2019 TA63
- 2019 TB63
- 2019 TC63
- 2019 TD63
- 2019 TE63
- 2019 TF63
- 2019 TG63
- 2019 TH63
- 2019 TJ63
- 2019 TK63
- 2019 TL63
- 2019 TM63
- 2019 TN63
- 2019 TO63
- 2019 TP63
- 2019 TQ63
- 2019 TR63
- 2019 TS63
- 2019 TT63
- 2019 TU63
- 2019 TV63
- 2019 TW63
- 2019 TX63
- 2019 TY63
- 2019 TZ63
- 2019 TA64
- 2019 TB64
- 2019 TD64
- 2019 TE64
- 2019 TF64
- 2019 TG64
- 2019 TH64
- 2019 TJ64
- 2019 TK64
- 2019 TL64
- 2019 TM64
- 2019 TN64
- 2019 TO64
- 2019 TP64
- 2019 TQ64
- 2019 TR64
- 2019 TS64
- 2019 TT64
- 2019 TU64
- 2019 TV64
- 2019 TW64
- 2019 TX64
- 2019 TY64
- 2019 TZ64
- 2019 TA65
- 2019 TB65
- 2019 TC65
- 2019 TD65
- 2019 TE65
- 2019 TF65
- 2019 TG65
- 2019 TH65
- 2019 TJ65
- 2019 TK65
- 2019 TL65
- 2019 TM65
- 2019 TN65
- 2019 TO65
- 2019 TP65
- 2019 TQ65
- 2019 TR65
- 2019 TS65
- 2019 TT65
- 2019 TU65
- 2019 TV65
- 2019 TW65
- 2019 TX65
- 2019 TY65
- 2019 TZ65
- 2019 TA66
- 2019 TB66
- 2019 TD66
- 2019 TF66
- 2019 TJ66
- 2019 TK66
- 2019 TL66
- 2019 TM66
- 2019 TN66
- 2019 TO66
- 2019 TP66
- 2019 TQ66
- 2019 TR66
- 2019 TS66
- 2019 TT66
- 2019 TU66
- 2019 TW66
- 2019 TX66
- 2019 TZ66
- 2019 TA67
- 2019 TB67
- 2019 TC67
- 2019 TD67
- 2019 TE67
- 2019 TF67
- 2019 TG67
- 2019 TJ67
- 2019 TK67
- 2019 TL67
- 2019 TM67
- 2019 TN67
- 2019 TP67
- 2019 TQ67
- 2019 TR67
- 2019 TS67
- 2019 TT67
- 2019 TV67
- 2019 TW67
- 2019 TX67
- 2019 TY67
- 2019 TZ67
- 2019 TA68
- 2019 TB68
- 2019 TC68
- 2019 TF68
- 2019 TG68
- 2019 TH68
- 2019 TJ68
- 2019 TK68
- 2019 TL68
- 2019 TM68
- 2019 TN68
- 2019 TO68
- 2019 TP68
- 2019 TQ68
- 2019 TR68
- 2019 TS68
- 2019 TT68
- 2019 TU68
- 2019 TV68
- 2019 TW68
- 2019 TX68
- 2019 TY68
- 2019 TZ68
- 2019 TA69
- 2019 TB69
- 2019 TC69
- 2019 TD69
- 2019 TE69
- 2019 TJ69
- 2019 TL69
- 2019 TM69
- 2019 TN69
- 2019 TO69
- 2019 TQ69
- 2019 TR69
- 2019 TT69
- 2019 TV69
- 2019 TW69
- 2019 TX69
- 2019 TY69
- 2019 TZ69
- 2019 TA70
- 2019 TB70
- 2019 TC70
- 2019 TD70
- 2019 TE70
- 2019 TF70
- 2019 TG70
- 2019 TH70
- 2019 TJ70
- 2019 TK70
- 2019 TL70
- 2019 TN70
- 2019 TO70
- 2019 TP70
- 2019 TQ70
- 2019 TR70
- 2019 TS70
- 2019 TT70
- 2019 TU70
- 2019 TV70
- 2019 TW70
- 2019 TX70
- 2019 TY70
- 2019 TZ70
- 2019 TA71
- 2019 TB71
- 2019 TC71
- 2019 TD71
- 2019 TE71
- 2019 TF71
- 2019 TG71
- 2019 TH71
- 2019 TJ71
- 2019 TL71
- 2019 TM71
- 2019 TN71
- 2019 TO71
- 2019 TP71
- 2019 TQ71
- 2019 TR71
- 2019 TS71
- 2019 TT71
- 2019 TU71
- 2019 TV71
- 2019 TW71
- 2019 TX71
- 2019 TY71
- 2019 TZ71
- 2019 TA72
- 2019 TC72
- 2019 TD72
- 2019 TE72
- 2019 TF72
- 2019 TG72
- 2019 TH72
- 2019 TJ72
- 2019 TK72
- 2019 TL72
- 2019 TM72
- 2019 TN72
- 2019 TO72
- 2019 TP72
- 2019 TR72
- 2019 TS72
- 2019 TT72
- 2019 TU72
- 2019 TV72
- 2019 TW72
- 2019 TX72
- 2019 TY72
- 2019 TZ72
- 2019 TA73
- 2019 TB73
- 2019 TC73
- 2019 TD73
- 2019 TE73
- 2019 TF73
- 2019 TG73
- 2019 TH73
- 2019 TJ73
- 2019 TK73
- 2019 TL73
- 2019 TM73
- 2019 TN73
- 2019 TO73
- 2019 TP73
- 2019 TQ73
- 2019 TR73
- 2019 TS73
- 2019 TT73
- 2019 TU73
- 2019 TV73
- 2019 TW73
- 2019 TX73
- 2019 TY73
- 2019 TZ73
- 2019 TA74
- 2019 TB74
- 2019 TC74
- 2019 TE74
- 2019 TF74
- 2019 TH74
- 2019 TJ74
- 2019 TK74
- 2019 TL74
- 2019 TM74
- 2019 TN74
- 2019 TO74
- 2019 TP74
- 2019 TQ74
- 2019 TS74
- 2019 TT74
- 2019 TU74
- 2019 TV74
- 2019 TW74
- 2019 TX74
- 2019 TY74
- 2019 TZ74
- 2019 TA75
- 2019 TB75
- 2019 TC75
- 2019 TD75
- 2019 TE75
- 2019 TF75
- 2019 TG75
- 2019 TH75
- 2019 TJ75
- 2019 TK75
- 2019 TL75
- 2019 TM75
- 2019 TN75
- 2019 TP75
- 2019 TQ75
- 2019 TR75
- 2019 TS75
- 2019 TT75
- 2019 TU75
- 2019 TV75
- 2019 TW75
- 2019 TX75
- 2019 TY75
- 2019 TA76
- 2019 TB76
- 2019 TC76
- 2019 TD76
- 2019 TH76
- 2019 TJ76
- 2019 TK76
- 2019 TL76
- 2019 TM76
- 2019 TN76
- 2019 TO76
- 2019 TP76
- 2019 TQ76
- 2019 TR76
- 2019 TS76
- 2019 TT76
- 2019 TU76
- 2019 TV76
- 2019 TW76
- 2019 TX76
- 2019 TY76
- 2019 TZ76
- 2019 TA77
- 2019 TB77
- 2019 TC77
- 2019 TD77
- 2019 TE77
- 2019 TF77
- 2019 TG77
- 2019 TH77
- 2019 TL77
- 2019 TM77
- 2019 TN77
- 2019 TO77
- 2019 TP77
- 2019 TQ77
- 2019 TR77
- 2019 TS77
- 2019 TT77
- 2019 TU77
- 2019 TV77
- 2019 TW77
- 2019 TX77
- 2019 TY77
- 2019 TA78
- 2019 TB78
- 2019 TC78
- 2019 TD78
- 2019 TF78
- 2019 TG78
- 2019 TH78
- 2019 TJ78
- 2019 TK78
- 2019 TL78
- 2019 TM78
- 2019 TN78
- 2019 TO78
- 2019 TP78
- 2019 TQ78
- 2019 TR78
- 2019 TS78
- 2019 TT78
- 2019 TV78
- 2019 TW78
- 2019 TX78
- 2019 TZ78
- 2019 TA79
- 2019 TC79
- 2019 TE79
- 2019 TF79
- 2019 TG79
- 2019 TH79
- 2019 TJ79
- 2019 TK79
- 2019 TL79
- 2019 TM79
- 2019 TN79
- 2019 TO79
- 2019 TQ79
- 2019 TS79
- 2019 TT79
- 2019 TU79
- 2019 TV79
- 2019 TW79
- 2019 TX79
- 2019 TY79
- 2019 TZ79
- 2019 TA80
- 2019 TB80
- 2019 TC80
- 2019 TE80
- 2019 TF80
- 2019 TG80
- 2019 TH80
- 2019 TJ80
- 2019 TK80
- 2019 TL80
- 2019 TM80
- 2019 TN80
- 2019 TO80
- 2019 TP80
- 2019 TR80
- 2019 TS80
- 2019 TT80
- 2019 TU80
- 2019 TV80
- 2019 TW80
- 2019 TX80
- 2019 TY80
- 2019 TA81
- 2019 TB81
- 2019 TC81
- 2019 TD81
- 2019 TE81
- 2019 TF81
- 2019 TG81
- 2019 TH81
- 2019 TJ81
- 2019 TK81
- 2019 TL81
- 2019 TM81
- 2019 TN81
- 2019 TO81
- 2019 TP81
- 2019 TQ81
- 2019 TR81
- 2019 TS81
- 2019 TT81
- 2019 TU81
- 2019 TV81
- 2019 TW81
- 2019 TX81
- 2019 TZ81
- 2019 TB82
- 2019 TC82
- 2019 TE82
- 2019 TF82
- 2019 TG82
- 2019 TH82
- 2019 TJ82
- 2019 TK82
- 2019 TL82
- 2019 TM82
- 2019 TN82
- 2019 TO82
- 2019 TP82
- 2019 TQ82
- 2019 TR82
- 2019 TS82
- 2019 TT82
- 2019 TU82
- 2019 TV82
- 2019 TW82
- 2019 TX82
- 2019 TY82
- 2019 TZ82
- 2019 TA83
- 2019 TB83
- 2019 TC83
- 2019 TD83
- 2019 TF83
- 2019 TG83
- 2019 TH83
- 2019 TJ83
- 2019 TK83
- 2019 TL83
- 2019 TN83
- 2019 TO83
- 2019 TP83
- 2019 TQ83
- 2019 TR83
- 2019 TS83
- 2019 TT83
- 2019 TU83
- 2019 TV83
- 2019 TW83
- 2019 TX83
- 2019 TY83
- 2019 TZ83
- 2019 TA84
- 2019 TB84
- 2019 TC84
- 2019 TD84
- 2019 TE84
- 2019 TF84
- 2019 TG84
- 2019 TH84
- 2019 TJ84
- 2019 TK84
- 2019 TL84
- 2019 TM84
- 2019 TN84
- 2019 TO84
- 2019 TP84
- 2019 TQ84
- 2019 TR84
- 2019 TS84
- 2019 TT84
- 2019 TU84
- 2019 TX84
- 2019 TY84
- 2019 TZ84
- 2019 TA85
- 2019 TB85
- 2019 TC85
- 2019 TD85
- 2019 TE85
- 2019 TF85
- 2019 TG85
- 2019 TH85
- 2019 TJ85
- 2019 TK85
- 2019 TL85
- 2019 TM85
- 2019 TN85
- 2019 TO85
- 2019 TP85
- 2019 TQ85
- 2019 TR85
- 2019 TS85
- 2019 TT85
- 2019 TU85
- 2019 TV85
- 2019 TW85
- 2019 TX85
- 2019 TY85
- 2019 TZ85
- 2019 TA86
- 2019 TB86
- 2019 TC86
- 2019 TD86
- 2019 TE86
- 2019 TF86
- 2019 TG86
- 2019 TH86
- 2019 TJ86
- 2019 TK86
- 2019 TL86
- 2019 TM86
- 2019 TN86
- 2019 TO86
- 2019 TP86
- 2019 TQ86
- 2019 TR86
- 2019 TT86
- 2019 TU86
- 2019 TV86
- 2019 TW86
- 2019 TX86
- 2019 TY86
- 2019 TZ86
- 2019 TA87
- 2019 TB87
- 2019 TC87
- 2019 TD87
- 2019 TE87
- 2019 TF87
- 2019 TG87
- 2019 TH87
- 2019 TJ87
- 2019 TK87
- 2019 TL87
- 2019 TM87
- 2019 TN87
- 2019 TO87
- 2019 TP87
- 2019 TQ87
- 2019 TR87
- 2019 TS87
- 2019 TT87
- 2019 TV87
- 2019 TW87
- 2019 TX87
- 2019 TY87
- 2019 TZ87
- 2019 TA88
- 2019 TB88
- 2019 TC88
- 2019 TD88
- 2019 TE88
- 2019 TF88
- 2019 TG88
- 2019 TJ88
- 2019 TK88
- 2019 TL88
- 2019 TM88
- 2019 TN88
- 2019 TO88
- 2019 TP88
- 2019 TQ88
- 2019 TR88
- 2019 TS88
- 2019 TT88
- 2019 TU88
- 2019 TV88
- 2019 TW88
- 2019 TX88
- 2019 TY88
- 2019 TZ88
- 2019 TA89
- 2019 TB89
- 2019 TC89
- 2019 TD89
- 2019 TE89
- 2019 TF89
- 2019 TG89
- 2019 TH89
- 2019 TJ89
- 2019 TL89
- 2019 TM89
- 2019 TN89
- 2019 TO89
- 2019 TQ89
- 2019 TS89
- 2019 TT89
- 2019 TU89
- 2019 TV89
- 2019 TW89
- 2019 TX89
- 2019 TY89
- 2019 TZ89
- 2019 TA90
- 2019 TB90
- 2019 TC90
- 2019 TD90
- 2019 TE90
- 2019 TF90
- 2019 TG90
- 2019 TH90
- 2019 TJ90
- 2019 TK90
- 2019 TL90
- 2019 TM90
- 2019 TN90
- 2019 TO90
- 2019 TP90
- 2019 TQ90
- 2019 TR90
- 2019 TS90
- 2019 TT90
- 2019 TU90
- 2019 TV90
- 2019 TW90
- 2019 TX90
- 2019 TY90
- 2019 TZ90
- 2019 TA91
- 2019 TB91
- 2019 TC91
- 2019 TD91
- 2019 TE91
- 2019 TF91
- 2019 TG91
- 2019 TH91
- 2019 TJ91
- 2019 TK91
- 2019 TL91
- 2019 TM91
- 2019 TN91
- 2019 TO91
- 2019 TP91
- 2019 TQ91
- 2019 TR91
- 2019 TS91
- 2019 TT91
- 2019 TU91
- 2019 TV91
- 2019 TW91
- 2019 TX91
- 2019 TY91
- 2019 TZ91
- 2019 TA92
- 2019 TB92
- 2019 TC92
- 2019 TD92
- 2019 TE92
- 2019 TF92
- 2019 TG92
- 2019 TH92
- 2019 TJ92
- 2019 TK92
- 2019 TL92
- 2019 TM92
- 2019 TN92
- 2019 TO92
- 2019 TP92
- 2019 TQ92
- 2019 TR92
- 2019 TS92
- 2019 TT92
- 2019 TU92
- 2019 TV92
- 2019 TW92
- 2019 TX92
- 2019 TY92
- 2019 TZ92
- 2019 TA93
- 2019 TB93
- 2019 TC93
- 2019 TD93
- 2019 TE93
- 2019 TF93
- 2019 TG93
- 2019 TH93
- 2019 TJ93
- 2019 TK93
- 2019 TL93
- 2019 TM93
- 2019 TN93
- 2019 TO93
- 2019 TP93
- 2019 TQ93
- 2019 TR93
- 2019 TS93
- 2019 TT93
- 2019 TU93
- 2019 TV93
- 2019 TW93
- 2019 TX93
- 2019 TY93
- 2019 TZ93
- 2019 TA94
- 2019 TC94
- 2019 TD94
- 2019 TE94
- 2019 TF94
- 2019 TG94
- 2019 TH94
- 2019 TJ94
- 2019 TK94
- 2019 TL94
- 2019 TM94
- 2019 TN94
- 2019 TO94
- 2019 TP94
- 2019 TQ94
- 2019 TR94
- 2019 TS94
- 2019 TT94
- 2019 TU94
- 2019 TV94
- 2019 TW94
- 2019 TY94
- 2019 TZ94
- 2019 TA95
- 2019 TB95
- 2019 TC95
- 2019 TD95
- 2019 TE95
- 2019 TF95
- 2019 TG95
- 2019 TH95
- 2019 TJ95
- 2019 TK95
- 2019 TL95
- 2019 TM95
- 2019 TN95
- 2019 TO95
- 2019 TP95
- 2019 TQ95
- 2019 TR95
- 2019 TS95
- 2019 TT95
- 2019 TU95
- 2019 TV95
- 2019 TW95
- 2019 TX95
- 2019 TY95
- 2019 TZ95
- 2019 TA96
- 2019 TB96
- 2019 TC96
- 2019 TD96
- 2019 TE96
- 2019 TF96
- 2019 TG96
- 2019 TH96
- 2019 TJ96
- 2019 TK96
- 2019 TL96
- 2019 TM96
- 2019 TN96
- 2019 TO96
- 2019 TP96
- 2019 TQ96
- 2019 TR96
- 2019 TS96
- 2019 TT96
- 2019 TU96
- 2019 TV96
- 2019 TW96
- 2019 TX96
- 2019 TY96
- 2019 TA97
- 2019 TB97
- 2019 TC97
- 2019 TD97
- 2019 TE97
- 2019 TF97
- 2019 TG97
- 2019 TH97
- 2019 TJ97
- 2019 TK97
- 2019 TL97
- 2019 TM97
- 2019 TN97
- 2019 TO97
- 2019 TP97
- 2019 TQ97
- 2019 TR97
- 2019 TS97
- 2019 TT97
- 2019 TU97
- 2019 TV97
- 2019 TW97
- 2019 TX97
- 2019 TY97
- 2019 TZ97
- 2019 TA98
- 2019 TB98
- 2019 TD98
- 2019 TE98
- 2019 TF98
- 2019 TG98
- 2019 TH98
- 2019 TJ98
- 2019 TK98
- 2019 TL98
- 2019 TM98
- 2019 TN98
- 2019 TO98
- 2019 TP98
- 2019 TQ98
- 2019 TR98
- 2019 TS98
- 2019 TT98
- 2019 TU98
- 2019 TV98
- 2019 TW98
- 2019 TX98
- 2019 TY98
- 2019 TZ98
- 2019 TA99
- 2019 TB99
- 2019 TC99
- 2019 TD99
- 2019 TE99
- 2019 TF99
- 2019 TG99
- 2019 TH99
- 2019 TJ99
- 2019 TK99
- 2019 TL99
- 2019 TM99
- 2019 TN99
- 2019 TO99
- 2019 TP99
- 2019 TQ99
- 2019 TR99
- 2019 TS99
- 2019 TT99
- 2019 TU99
- 2019 TV99
- 2019 TW99
- 2019 TX99
- 2019 TY99
- 2019 TZ99
- 2019 TA100
- 2019 TB100
- 2019 TC100
- 2019 TD100
- 2019 TE100
- 2019 TF100
- 2019 TG100
- 2019 TH100
- 2019 TJ100
- 2019 TK100
- 2019 TL100
- 2019 TM100
- 2019 TN100
- 2019 TO100
- 2019 TP100
- 2019 TQ100
- 2019 TR100
- 2019 TS100
- 2019 TT100
- 2019 TU100
- 2019 TV100
- 2019 TW100
- 2019 TX100
- 2019 TY100
- 2019 TZ100
- 2019 TA101
- 2019 TB101
- 2019 TC101
- 2019 TD101
- 2019 TE101
- 2019 TF101
- 2019 TG101
- 2019 TH101
- 2019 TJ101
- 2019 TK101
- 2019 TL101
- 2019 TM101
- 2019 TN101
- 2019 TO101
- 2019 TP101
- 2019 TQ101
- 2019 TR101
- 2019 TS101
- 2019 TT101
- 2019 TU101
- 2019 TV101
- 2019 TW101
- 2019 TX101
- 2019 TY101
- 2019 TZ101
- 2019 TA102
- 2019 TB102
- 2019 TC102
- 2019 TD102
- 2019 TE102
- 2019 TF102
- 2019 TG102
- 2019 TH102
- 2019 TJ102
- 2019 TK102
- 2019 TL102
- 2019 TM102
- 2019 TN102
- 2019 TO102
- 2019 TP102
- 2019 TQ102
- 2019 TR102
- 2019 TS102
- 2019 TT102
- 2019 TU102
- 2019 TV102
- 2019 TW102
- 2019 TX102
- 2019 TY102
- 2019 TZ102
- 2019 TA103
- 2019 TB103
- 2019 TC103
- 2019 TD103
- 2019 TE103
- 2019 TF103
- 2019 TG103
- 2019 TH103
- 2019 TJ103
- 2019 TK103
- 2019 TL103
- 2019 TM103
- 2019 TN103
- 2019 TO103
- 2019 TP103
- 2019 TQ103
- 2019 TR103
- 2019 TS103
- 2019 TT103
- 2019 TU103
- 2019 TV103
- 2019 TW103
- 2019 TX103
- 2019 TY103
- 2019 TZ103
- 2019 TA104
- 2019 TB104
- 2019 TC104
- 2019 TD104
- 2019 TE104
- 2019 TF104
- 2019 TG104
- 2019 TH104
- 2019 TJ104
- 2019 TK104
- 2019 TL104
- 2019 TM104
- 2019 TN104
- 2019 TO104
- 2019 TP104
- 2019 TQ104
- 2019 TR104
- 2019 TS104
- 2019 TT104
- 2019 TU104
- 2019 TV104
- 2019 TW104
- 2019 TX104
- 2019 TY104
- 2019 TA105
- 2019 TB105
- 2019 TC105
- 2019 TD105
- 2019 TF105
- 2019 TG105
- 2019 TH105
- 2019 TJ105
- 2019 TK105
- 2019 TL105
- 2019 TM105
- 2019 TN105
- 2019 TO105
- 2019 TP105
- 2019 TQ105
- 2019 TR105
- 2019 TS105
- 2019 TT105
- 2019 TU105
- 2019 TV105
- 2019 TW105
- 2019 TX105
- 2019 TY105
- 2019 TZ105
- 2019 TA106
- 2019 TC106
- 2019 TD106
- 2019 TE106
- 2019 TF106
- 2019 TG106
- 2019 TH106
- 2019 TJ106
- 2019 TK106

### Du 16 au 31 octobre 2019
- 2019 UB
- 2019 UC
- 2019 UD
- 2019 UG
- 2019 UH
- 2019 UJ
- 2019 UK
- 2019 UL
- 2019 UM
- 2019 UN
- 2019 UO
- 2019 UP
- 2019 UQ
- 2019 UR
- 2019 US
- 2019 UT
- 2019 UU
- 2019 UV
- 2019 UW
- 2019 UX
- 2019 UY
- 2019 UZ
- 2019 UA1
- 2019 UB1
- 2019 UC1
- 2019 UE1
- 2019 UF1
- 2019 UG1
- 2019 UH1
- 2019 UJ1
- 2019 UL1
- 2019 UM1
- 2019 UN1
- 2019 UO1
- 2019 UP1
- 2019 UQ1
- 2019 UR1
- 2019 US1
- 2019 UT1
- 2019 UU1
- 2019 UW1
- 2019 UX1
- 2019 UY1
- 2019 UZ1
- 2019 UA2
- 2019 UB2
- 2019 UC2
- 2019 UD2
- 2019 UF2
- 2019 UG2
- 2019 UH2
- 2019 UJ2
- 2019 UK2
- 2019 UL2
- 2019 UM2
- 2019 UN2
- 2019 UO2
- 2019 UP2
- 2019 UQ2
- 2019 UR2
- 2019 US2
- 2019 UT2
- 2019 UU2
- 2019 UV2
- 2019 UW2
- 2019 UX2
- 2019 UY2
- 2019 UA3
- 2019 UB3
- 2019 UC3
- 2019 UD3
- 2019 UE3
- 2019 UF3
- 2019 UG3
- 2019 UH3
- 2019 UJ3
- 2019 UK3
- 2019 UL3
- 2019 UM3
- 2019 UN3
- 2019 UO3
- 2019 UR3
- 2019 US3
- 2019 UT3
- 2019 UU3
- 2019 UV3
- 2019 UW3
- 2019 UX3
- 2019 UY3
- 2019 UZ3
- 2019 UA4
- 2019 UB4
- 2019 UC4
- 2019 UD4
- 2019 UE4
- 2019 UF4
- 2019 UG4
- 2019 UK4
- 2019 UL4
- 2019 UM4
- 2019 UN4
- 2019 UO4
- 2019 UP4
- 2019 UQ4
- 2019 UR4
- 2019 US4
- 2019 UT4
- 2019 UU4
- 2019 UW4
- 2019 UX4
- 2019 UY4
- 2019 UZ4
- 2019 UC5
- 2019 UD5
- 2019 UE5
- 2019 UF5
- 2019 UG5
- 2019 UH5
- 2019 UJ5
- 2019 UK5
- 2019 UL5
- 2019 UN5
- 2019 UO5
- 2019 UP5
- 2019 UQ5
- 2019 UR5
- 2019 US5
- 2019 UT5
- 2019 UU5
- 2019 UV5
- 2019 UW5
- 2019 UX5
- 2019 UY5
- 2019 UZ5
- 2019 UA6
- 2019 UB6
- 2019 UC6
- 2019 UD6
- 2019 UE6
- 2019 UF6
- 2019 UG6
- 2019 UH6
- 2019 UJ6
- 2019 UK6
- 2019 UL6
- 2019 UM6
- 2019 UN6
- 2019 UO6
- 2019 UQ6
- 2019 UR6
- 2019 US6
- 2019 UT6
- 2019 UU6
- 2019 UV6
- 2019 UW6
- 2019 UX6
- 2019 UY6
- 2019 UZ6
- 2019 UA7
- 2019 UB7
- 2019 UC7
- 2019 UD7
- 2019 UE7
- 2019 UF7
- 2019 UG7
- 2019 UH7
- 2019 UJ7
- 2019 UL7
- 2019 UM7
- 2019 UN7
- 2019 UO7
- 2019 UP7
- 2019 UQ7
- 2019 UR7
- 2019 UT7
- 2019 UU7
- 2019 UV7
- 2019 UW7
- 2019 UX7
- 2019 UY7
- 2019 UZ7
- 2019 UA8
- 2019 UB8
- 2019 UC8
- 2019 UD8
- 2019 UE8
- 2019 UF8
- 2019 UG8
- 2019 UH8
- 2019 UJ8
- 2019 UK8
- 2019 UL8
- 2019 UM8
- 2019 UN8
- 2019 UO8
- 2019 UP8
- 2019 UQ8
- 2019 UR8
- 2019 UT8
- 2019 UU8
- 2019 UV8
- 2019 UW8
- 2019 UX8
- 2019 UY8
- 2019 UZ8
- 2019 UA9
- 2019 UC9
- 2019 UF9
- 2019 UG9
- 2019 UH9
- 2019 UJ9
- 2019 UK9
- 2019 UL9
- 2019 UM9
- 2019 UN9
- 2019 UO9
- 2019 UP9
- 2019 UQ9
- 2019 UR9
- 2019 US9
- 2019 UT9
- 2019 UU9
- 2019 UV9
- 2019 UW9
- 2019 UX9
- 2019 UY9
- 2019 UB10
- 2019 UC10
- 2019 UD10
- 2019 UG10
- 2019 UJ10
- 2019 UK10
- 2019 UL10
- 2019 UM10
- 2019 UN10
- 2019 UO10
- 2019 UQ10
- 2019 UR10
- 2019 US10
- 2019 UT10
- 2019 UU10
- 2019 UW10
- 2019 UX10
- 2019 UY10
- 2019 UZ10
- 2019 UA11
- 2019 UB11
- 2019 UC11
- 2019 UE11
- 2019 UF11
- 2019 UG11
- 2019 UH11
- 2019 UJ11
- 2019 UK11
- 2019 UL11
- 2019 UM11
- 2019 UN11
- 2019 UO11
- 2019 UP11
- 2019 UR11
- 2019 US11
- 2019 UT11
- 2019 UU11
- 2019 UV11
- 2019 UW11
- 2019 UX11
- 2019 UY11
- 2019 UA12
- 2019 UC12
- 2019 UD12
- 2019 UE12
- 2019 UF12
- 2019 UG12
- 2019 UH12
- 2019 UJ12
- 2019 UK12
- 2019 UL12
- 2019 UM12
- 2019 UN12
- 2019 UQ12
- 2019 UR12
- 2019 US12
- 2019 UT12
- 2019 UU12
- 2019 UV12
- 2019 UW12
- 2019 UX12
- 2019 UY12
- 2019 UZ12
- 2019 UA13
- 2019 UC13
- 2019 UD13
- 2019 UE13
- 2019 UF13
- 2019 UG13
- 2019 UH13
- 2019 UJ13
- 2019 UK13
- 2019 UL13
- 2019 UM13
- 2019 UN13
- 2019 UO13
- 2019 UP13
- 2019 UQ13
- 2019 US13
- 2019 UT13
- 2019 UU13
- 2019 UV13
- 2019 UW13
- 2019 UX13
- 2019 UY13
- 2019 UZ13
- 2019 UA14
- 2019 UB14
- 2019 UC14
- 2019 UD14
- 2019 UE14
- 2019 UF14
- 2019 UG14
- 2019 UH14
- 2019 UJ14
- 2019 UK14
- 2019 UL14
- 2019 UM14
- 2019 UN14
- 2019 UO14
- 2019 UP14
- 2019 UQ14
- 2019 UR14
- 2019 US14
- 2019 UU14
- 2019 UA15
- 2019 UE15
- 2019 UJ15
- 2019 UL15
- 2019 UR15
- 2019 US15
- 2019 UT15
- 2019 UV15
- 2019 UW15
- 2019 UX15
- 2019 UY15
- 2019 UZ15
- 2019 UB16
- 2019 UD16
- 2019 UE16
- 2019 UG16
- 2019 UH16
- 2019 UJ16
- 2019 UL16
- 2019 UN16
- 2019 UO16
- 2019 UP16
- 2019 UQ16
- 2019 US16
- 2019 UT16
- 2019 UW16
- 2019 UX16
- 2019 UY16
- 2019 UZ16
- 2019 UA17
- 2019 UB17
- 2019 UC17
- 2019 UD17
- 2019 UF17
- 2019 UH17
- 2019 UJ17
- 2019 UK17
- 2019 UL17
- 2019 UM17
- 2019 UN17
- 2019 UO17
- 2019 UP17
- 2019 UQ17
- 2019 UR17
- 2019 US17
- 2019 UU17
- 2019 UV17
- 2019 UW17
- 2019 UY17
- 2019 UA18
- 2019 UB18
- 2019 UC18
- 2019 UE18
- 2019 UF18
- 2019 UG18
- 2019 UH18
- 2019 UJ18
- 2019 UK18
- 2019 UM18
- 2019 UN18
- 2019 UP18
- 2019 UQ18
- 2019 US18
- 2019 UT18
- 2019 UU18
- 2019 UW18
- 2019 UY18
- 2019 UZ18
- 2019 UA19
- 2019 UB19
- 2019 UC19
- 2019 UD19
- 2019 UF19
- 2019 UJ19
- 2019 UK19
- 2019 UL19
- 2019 UN19
- 2019 UO19
- 2019 UP19
- 2019 UQ19
- 2019 UR19
- 2019 UU19
- 2019 UV19
- 2019 UW19
- 2019 UX19
- 2019 UZ19
- 2019 UA20
- 2019 UE20
- 2019 UF20
- 2019 UG20
- 2019 UH20
- 2019 UJ20
- 2019 UK20
- 2019 UM20
- 2019 UN20
- 2019 UR20
- 2019 US20
- 2019 UU20
- 2019 UV20
- 2019 UW20
- 2019 UY20
- 2019 UZ20
- 2019 UA21
- 2019 UB21
- 2019 UC21
- 2019 UG21
- 2019 UH21
- 2019 UJ21
- 2019 UN21
- 2019 UO21
- 2019 UP21
- 2019 UR21
- 2019 US21
- 2019 UT21
- 2019 UU21
- 2019 UW21
- 2019 UX21
- 2019 UZ21
- 2019 UA22
- 2019 UB22
- 2019 UC22
- 2019 UD22
- 2019 UE22
- 2019 UG22
- 2019 UH22
- 2019 UJ22
- 2019 UK22
- 2019 UL22
- 2019 UM22
- 2019 UN22
- 2019 UP22
- 2019 UQ22
- 2019 UR22
- 2019 UT22
- 2019 UV22
- 2019 UW22
- 2019 UX22
- 2019 UY22
- 2019 UZ22
- 2019 UB23
- 2019 UC23
- 2019 UD23
- 2019 UE23
- 2019 UF23
- 2019 UG23
- 2019 UH23
- 2019 UJ23
- 2019 UL23
- 2019 UM23
- 2019 UN23
- 2019 UO23
- 2019 UR23
- 2019 US23
- 2019 UT23
- 2019 UU23
- 2019 UV23
- 2019 UW23
- 2019 UX23
- 2019 UZ23
- 2019 UA24
- 2019 UB24
- 2019 UC24
- 2019 UD24
- 2019 UE24
- 2019 UH24
- 2019 UK24
- 2019 UM24
- 2019 UN24
- 2019 UO24
- 2019 UP24
- 2019 UQ24
- 2019 UR24
- 2019 US24
- 2019 UT24
- 2019 UV24
- 2019 UW24
- 2019 UX24
- 2019 UZ24
- 2019 UA25
- 2019 UC25
- 2019 UF25
- 2019 UG25
- 2019 UH25
- 2019 UJ25
- 2019 UK25
- 2019 UN25
- 2019 UO25
- 2019 UP25
- 2019 UQ25
- 2019 UR25
- 2019 US25
- 2019 UT25
- 2019 UU25
- 2019 UW25
- 2019 UX25
- 2019 UY25
- 2019 UZ25
- 2019 UA26
- 2019 UB26
- 2019 UC26
- 2019 UD26
- 2019 UE26
- 2019 UF26
- 2019 UH26
- 2019 UM26
- 2019 UN26
- 2019 UO26
- 2019 UP26
- 2019 US26
- 2019 UT26
- 2019 UU26
- 2019 UW26
- 2019 UX26
- 2019 UY26
- 2019 UZ26
- 2019 UA27
- 2019 UC27
- 2019 UD27
- 2019 UE27
- 2019 UF27
- 2019 UH27
- 2019 UJ27
- 2019 UK27
- 2019 UL27
- 2019 UM27
- 2019 UN27
- 2019 UO27
- 2019 UP27
- 2019 UQ27
- 2019 UR27
- 2019 US27
- 2019 UT27
- 2019 UU27
- 2019 UV27
- 2019 UX27
- 2019 UY27
- 2019 UZ27
- 2019 UB28
- 2019 UD28
- 2019 UE28
- 2019 UF28
- 2019 UG28
- 2019 UH28
- 2019 UJ28
- 2019 UL28
- 2019 UM28
- 2019 UO28
- 2019 UP28
- 2019 UR28
- 2019 US28
- 2019 UT28
- 2019 UU28
- 2019 UV28
- 2019 UW28
- 2019 UX28
- 2019 UY28
- 2019 UZ28
- 2019 UA29
- 2019 UB29
- 2019 UC29
- 2019 UE29
- 2019 UF29
- 2019 UH29
- 2019 UK29
- 2019 UL29
- 2019 UN29
- 2019 UO29
- 2019 UP29
- 2019 UR29
- 2019 US29
- 2019 UT29
- 2019 UV29
- 2019 UX29
- 2019 UY29
- 2019 UZ29
- 2019 UA30
- 2019 UB30
- 2019 UD30
- 2019 UE30
- 2019 UG30
- 2019 UH30
- 2019 UJ30
- 2019 UK30
- 2019 UM30
- 2019 UN30
- 2019 UQ30
- 2019 UR30
- 2019 US30
- 2019 UT30
- 2019 UU30
- 2019 UV30
- 2019 UY30
- 2019 UZ30
- 2019 UA31
- 2019 UD31
- 2019 UE31
- 2019 UF31
- 2019 UG31
- 2019 UH31
- 2019 UJ31
- 2019 UK31
- 2019 UM31
- 2019 UN31
- 2019 UO31
- 2019 UP31
- 2019 UR31
- 2019 US31
- 2019 UT31
- 2019 UV31
- 2019 UY31
- 2019 UZ31
- 2019 UA32
- 2019 UB32
- 2019 UC32
- 2019 UD32
- 2019 UE32
- 2019 UG32
- 2019 UJ32
- 2019 UK32
- 2019 UM32
- 2019 UN32
- 2019 UO32
- 2019 UP32
- 2019 UQ32
- 2019 US32
- 2019 UU32
- 2019 UV32
- 2019 UC33
- 2019 UF33
- 2019 UG33
- 2019 UH33
- 2019 UV33
- 2019 UZ33
- 2019 UN34
- 2019 UQ34
- 2019 US34
- 2019 UU34
- 2019 UV34
- 2019 UA35
- 2019 UC35
- 2019 UD35
- 2019 UF35
- 2019 UH35
- 2019 UK35
- 2019 UL35
- 2019 UM35
- 2019 UO35
- 2019 UP35
- 2019 US35
- 2019 UU35
- 2019 UW35
- 2019 UY35
- 2019 UZ35
- 2019 UA36
- 2019 UB36
- 2019 UC36
- 2019 UE36
- 2019 UF36
- 2019 UJ36
- 2019 UL36
- 2019 UM36
- 2019 UN36
- 2019 UO36
- 2019 UP36
- 2019 UQ36
- 2019 US36
- 2019 UU36
- 2019 UW36
- 2019 UY36
- 2019 UA37
- 2019 UB37
- 2019 UC37
- 2019 UD37
- 2019 UE37
- 2019 UF37
- 2019 UG37
- 2019 UH37
- 2019 UJ37
- 2019 UK37
- 2019 UL37
- 2019 UM37
- 2019 UN37
- 2019 UO37
- 2019 UQ37
- 2019 UR37
- 2019 UT37
- 2019 UV37
- 2019 UW37
- 2019 UB38
- 2019 UC38
- 2019 UE38
- 2019 UF38
- 2019 UG38
- 2019 UH38
- 2019 UJ38
- 2019 UK38
- 2019 UM38
- 2019 UN38
- 2019 UO38
- 2019 UP38
- 2019 UR38
- 2019 US38
- 2019 UT38
- 2019 UU38
- 2019 UV38
- 2019 UW38
- 2019 UX38
- 2019 UY38
- 2019 UZ38
- 2019 UA39
- 2019 UB39
- 2019 UC39
- 2019 UD39
- 2019 UE39
- 2019 UF39
- 2019 UG39
- 2019 UH39
- 2019 UJ39
- 2019 UK39
- 2019 UL39
- 2019 UM39
- 2019 UN39
- 2019 UO39
- 2019 UP39
- 2019 UQ39
- 2019 UR39
- 2019 US39
- 2019 UT39
- 2019 UU39
- 2019 UW39
- 2019 UX39
- 2019 UY39
- 2019 UZ39
- 2019 UA40
- 2019 UB40
- 2019 UC40
- 2019 UD40
- 2019 UE40
- 2019 UF40
- 2019 UH40
- 2019 UJ40
- 2019 UK40
- 2019 UL40
- 2019 UM40
- 2019 UN40
- 2019 UO40
- 2019 UP40
- 2019 UQ40
- 2019 UR40
- 2019 US40
- 2019 UT40
- 2019 UV40
- 2019 UW40
- 2019 UX40
- 2019 UY40
- 2019 UZ40
- 2019 UA41
- 2019 UB41
- 2019 UC41
- 2019 UD41
- 2019 UE41
- 2019 UF41
- 2019 UG41
- 2019 UH41
- 2019 UJ41
- 2019 UK41
- 2019 UL41
- 2019 UM41
- 2019 UN41
- 2019 UO41
- 2019 UP41
- 2019 UQ41
- 2019 UR41
- 2019 US41
- 2019 UT41
- 2019 UU41
- 2019 UV41
- 2019 UW41
- 2019 UX41
- 2019 UY41
- 2019 UZ41
- 2019 UA42
- 2019 UB42
- 2019 UC42
- 2019 UD42
- 2019 UE42
- 2019 UF42
- 2019 UG42
- 2019 UH42
- 2019 UJ42
- 2019 UK42
- 2019 UL42
- 2019 UM42
- 2019 UN42
- 2019 UO42
- 2019 UP42
- 2019 UQ42
- 2019 UR42
- 2019 US42
- 2019 UT42
- 2019 UU42
- 2019 UV42
- 2019 UW42
- 2019 UX42
- 2019 UA43
- 2019 UB43
- 2019 UC43
- 2019 UD43
- 2019 UE43
- 2019 UF43
- 2019 UG43
- 2019 UH43
- 2019 UJ43
- 2019 UK43
- 2019 UL43
- 2019 UM43
- 2019 UN43
- 2019 UO43
- 2019 UR43
- 2019 US43
- 2019 UT43
- 2019 UU43
- 2019 UV43
- 2019 UW43
- 2019 UX43
- 2019 UY43
- 2019 UZ43
- 2019 UA44
- 2019 UB44
- 2019 UC44
- 2019 UD44
- 2019 UE44
- 2019 UF44
- 2019 UG44
- 2019 UH44
- 2019 UK44
- 2019 UL44
- 2019 UN44
- 2019 UO44
- 2019 UP44
- 2019 UQ44
- 2019 UR44
- 2019 US44
- 2019 UU44
- 2019 UV44
- 2019 UW44
- 2019 UX44
- 2019 UZ44
- 2019 UA45
- 2019 UB45
- 2019 UC45
- 2019 UD45
- 2019 UE45
- 2019 UF45
- 2019 UG45
- 2019 UH45
- 2019 UJ45
- 2019 UK45
- 2019 UL45
- 2019 UM45
- 2019 UO45
- 2019 UR45
- 2019 US45
- 2019 UT45
- 2019 UU45
- 2019 UV45
- 2019 UX45
- 2019 UY45
- 2019 UZ45
- 2019 UA46
- 2019 UB46
- 2019 UC46
- 2019 UD46
- 2019 UE46
- 2019 UF46
- 2019 UH46
- 2019 UJ46
- 2019 UL46
- 2019 UM46
- 2019 UN46
- 2019 UO46
- 2019 UQ46
- 2019 US46
- 2019 UT46
- 2019 UU46
- 2019 UV46
- 2019 UW46
- 2019 UX46
- 2019 UY46
- 2019 UZ46
- 2019 UA47
- 2019 UB47
- 2019 UC47
- 2019 UD47
- 2019 UE47
- 2019 UF47
- 2019 UG47
- 2019 UH47
- 2019 UJ47
- 2019 UK47
- 2019 UL47
- 2019 UM47
- 2019 UN47
- 2019 UO47
- 2019 UP47
- 2019 UQ47
- 2019 UR47
- 2019 US47
- 2019 UT47
- 2019 UU47
- 2019 UV47
- 2019 UW47
- 2019 UX47
- 2019 UY47
- 2019 UZ47
- 2019 UA48
- 2019 UB48
- 2019 UC48
- 2019 UD48
- 2019 UE48
- 2019 UF48
- 2019 UG48
- 2019 UH48
- 2019 UK48
- 2019 UM48
- 2019 UN48
- 2019 UO48
- 2019 UQ48
- 2019 US48
- 2019 UU48
- 2019 UV48
- 2019 UW48
- 2019 UX48
- 2019 UY48
- 2019 UZ48
- 2019 UA49
- 2019 UB49
- 2019 UC49
- 2019 UD49
- 2019 UE49
- 2019 UF49
- 2019 UG49
- 2019 UJ49
- 2019 UK49
- 2019 UL49
- 2019 UM49
- 2019 UN49
- 2019 UO49
- 2019 UP49
- 2019 UQ49
- 2019 UR49
- 2019 US49
- 2019 UT49
- 2019 UU49
- 2019 UV49
- 2019 UW49
- 2019 UX49
- 2019 UY49
- 2019 UZ49
- 2019 UA50
- 2019 UB50
- 2019 UC50
- 2019 UD50
- 2019 UE50
- 2019 UF50
- 2019 UG50
- 2019 UH50
- 2019 UJ50
- 2019 UK50
- 2019 UL50
- 2019 UM50
- 2019 UN50
- 2019 UO50
- 2019 UP50
- 2019 UQ50
- 2019 UR50
- 2019 US50
- 2019 UT50
- 2019 UU50
- 2019 UV50
- 2019 UW50
- 2019 UX50
- 2019 UY50
- 2019 UZ50
- 2019 UA51
- 2019 UB51
- 2019 UC51
- 2019 UD51
- 2019 UE51
- 2019 UF51
- 2019 UG51
- 2019 UH51
- 2019 UJ51
- 2019 UL51
- 2019 UM51
- 2019 UN51
- 2019 UO51
- 2019 UP51
- 2019 UQ51
- 2019 UR51
- 2019 US51
- 2019 UT51
- 2019 UU51
- 2019 UV51
- 2019 UY51
- 2019 UZ51
- 2019 UA52
- 2019 UB52
- 2019 UC52
- 2019 UD52
- 2019 UE52
- 2019 UF52
- 2019 UG52
- 2019 UH52
- 2019 UJ52
- 2019 UK52
- 2019 UL52
- 2019 UM52
- 2019 UN52
- 2019 UO52
- 2019 UP52
- 2019 UQ52
- 2019 UR52
- 2019 US52
- 2019 UT52
- 2019 UU52
- 2019 UW52
- 2019 UX52
- 2019 UY52
- 2019 UZ52
- 2019 UA53
- 2019 UB53
- 2019 UC53
- 2019 UD53
- 2019 UE53
- 2019 UF53
- 2019 UG53
- 2019 UH53
- 2019 UJ53
- 2019 UK53
- 2019 UL53
- 2019 UM53
- 2019 UN53
- 2019 UO53
- 2019 UP53
- 2019 UR53
- 2019 US53
- 2019 UT53
- 2019 UU53
- 2019 UV53
- 2019 UW53
- 2019 UX53
- 2019 UY53
- 2019 UA54
- 2019 UB54
- 2019 UC54
- 2019 UD54
- 2019 UE54
- 2019 UF54
- 2019 UG54
- 2019 UH54
- 2019 UJ54
- 2019 UK54
- 2019 UL54
- 2019 UM54
- 2019 UN54
- 2019 UP54
- 2019 UQ54
- 2019 UR54
- 2019 US54
- 2019 UT54
- 2019 UV54
- 2019 UW54
- 2019 UX54
- 2019 UY54
- 2019 UZ54
- 2019 UA55
- 2019 UB55
- 2019 UC55
- 2019 UD55
- 2019 UE55
- 2019 UF55
- 2019 UG55
- 2019 UH55
- 2019 UJ55
- 2019 UK55
- 2019 UL55
- 2019 UM55
- 2019 UN55
- 2019 UO55
- 2019 UP55
- 2019 UQ55
- 2019 UR55
- 2019 US55
- 2019 UT55
- 2019 UU55
- 2019 UV55
- 2019 UW55
- 2019 UY55
- 2019 UZ55
- 2019 UA56
- 2019 UB56
- 2019 UC56
- 2019 UD56
- 2019 UE56
- 2019 UF56
- 2019 UG56
- 2019 UH56
- 2019 UJ56
- 2019 UK56
- 2019 UM56
- 2019 UN56
- 2019 UO56
- 2019 UP56
- 2019 UQ56
- 2019 UR56
- 2019 US56
- 2019 UT56
- 2019 UU56
- 2019 UV56
- 2019 UW56
- 2019 UX56
- 2019 UY56
- 2019 UZ56
- 2019 UA57
- 2019 UB57
- 2019 UC57
- 2019 UD57
- 2019 UE57
- 2019 UF57
- 2019 UG57
- 2019 UJ57
- 2019 UK57
- 2019 UL57
- 2019 UM57
- 2019 UO57
- 2019 UP57
- 2019 UQ57
- 2019 UR57
- 2019 US57
- 2019 UT57
- 2019 UU57
- 2019 UV57
- 2019 UW57
- 2019 UX57
- 2019 UY57
- 2019 UZ57
- 2019 UA58
- 2019 UB58
- 2019 UC58
- 2019 UD58
- 2019 UE58
- 2019 UF58
- 2019 UG58
- 2019 UJ58
- 2019 UL58
- 2019 UM58
- 2019 UO58
- 2019 UP58
- 2019 UQ58
- 2019 UR58
- 2019 US58
- 2019 UU58
- 2019 UV58
- 2019 UW58
- 2019 UX58
- 2019 UY58
- 2019 UZ58
- 2019 UA59
- 2019 UB59
- 2019 UC59
- 2019 UD59
- 2019 UE59
- 2019 UH59
- 2019 UJ59
- 2019 UK59
- 2019 UL59
- 2019 UN59
- 2019 UP59
- 2019 UQ59
- 2019 UR59
- 2019 UT59
- 2019 UU59
- 2019 UW59
- 2019 UX59
- 2019 UY59
- 2019 UZ59
- 2019 UA60
- 2019 UB60
- 2019 UC60
- 2019 UD60
- 2019 UE60
- 2019 UF60
- 2019 UG60
- 2019 UH60
- 2019 UJ60
- 2019 UK60
- 2019 UL60
- 2019 UN60
- 2019 UO60
- 2019 UP60
- 2019 UQ60
- 2019 UR60
- 2019 US60
- 2019 UT60
- 2019 UU60
- 2019 UV60
- 2019 UW60
- 2019 UX60
- 2019 UY60
- 2019 UA61
- 2019 UB61
- 2019 UE61
- 2019 UF61
- 2019 UG61
- 2019 UH61
- 2019 UJ61
- 2019 UK61
- 2019 UM61
- 2019 UN61
- 2019 UO61
- 2019 UQ61
- 2019 UR61
- 2019 US61
- 2019 UT61
- 2019 UU61
- 2019 UV61
- 2019 UX61
- 2019 UZ61
- 2019 UA62
- 2019 UB62
- 2019 UC62
- 2019 UD62
- 2019 UF62
- 2019 UG62
- 2019 UH62
- 2019 UJ62
- 2019 UK62
- 2019 UL62
- 2019 UM62
- 2019 UN62
- 2019 UO62
- 2019 UP62
- 2019 UQ62
- 2019 UR62
- 2019 US62
- 2019 UT62
- 2019 UU62
- 2019 UV62
- 2019 UW62
- 2019 UX62
- 2019 UZ62
- 2019 UB63
- 2019 UC63
- 2019 UD63
- 2019 UE63
- 2019 UF63
- 2019 UG63
- 2019 UJ63
- 2019 UK63
- 2019 UL63
- 2019 UM63
- 2019 UO63
- 2019 UP63
- 2019 UQ63
- 2019 UR63
- 2019 UT63
- 2019 UU63
- 2019 UV63
- 2019 UZ63
- 2019 UA64
- 2019 UB64
- 2019 UC64
- 2019 UE64
- 2019 UF64
- 2019 UG64
- 2019 UH64
- 2019 UJ64
- 2019 UK64
- 2019 UL64
- 2019 UM64
- 2019 UO64
- 2019 UP64
- 2019 UQ64
- 2019 UR64
- 2019 US64
- 2019 UT64
- 2019 UU64
- 2019 UV64
- 2019 UW64
- 2019 UX64
- 2019 UY64
- 2019 UZ64
- 2019 UB65
- 2019 UC65
- 2019 UD65
- 2019 UE65
- 2019 UF65
- 2019 UG65
- 2019 UJ65
- 2019 UL65
- 2019 UM65
- 2019 UN65
- 2019 UP65
- 2019 UQ65
- 2019 US65
- 2019 UT65
- 2019 UU65
- 2019 UV65
- 2019 UX65
- 2019 UZ65
- 2019 UA66
- 2019 UB66
- 2019 UD66
- 2019 UE66
- 2019 UF66
- 2019 UG66
- 2019 UH66
- 2019 UJ66
- 2019 UL66
- 2019 UM66
- 2019 UN66
- 2019 UO66
- 2019 UP66
- 2019 UQ66
- 2019 UR66
- 2019 US66
- 2019 UT66
- 2019 UU66
- 2019 UV66
- 2019 UW66
- 2019 UX66
- 2019 UY66
- 2019 UZ66
- 2019 UA67
- 2019 UB67
- 2019 UC67
- 2019 UD67
- 2019 UE67
- 2019 UG67
- 2019 UH67
- 2019 UJ67
- 2019 UL67
- 2019 UM67
- 2019 UP67
- 2019 UQ67
- 2019 UR67
- 2019 UT67
- 2019 UU67
- 2019 UV67
- 2019 UW67
- 2019 UX67
- 2019 UY67
- 2019 UZ67
- 2019 UA68
- 2019 UB68
- 2019 UC68
- 2019 UD68
- 2019 UF68
- 2019 UG68
- 2019 UH68
- 2019 UJ68
- 2019 UK68
- 2019 UL68
- 2019 UM68
- 2019 UN68
- 2019 UO68
- 2019 UP68
- 2019 UQ68
- 2019 UR68
- 2019 US68
- 2019 UT68
- 2019 UV68
- 2019 UW68
- 2019 UX68
- 2019 UY68
- 2019 UZ68
- 2019 UA69
- 2019 UD69
- 2019 UE69
- 2019 UF69
- 2019 UG69
- 2019 UH69
- 2019 UJ69
- 2019 UK69
- 2019 UL69
- 2019 UM69
- 2019 UN69
- 2019 UO69
- 2019 UP69
- 2019 UQ69
- 2019 US69
- 2019 UT69
- 2019 UU69
- 2019 UV69
- 2019 UW69
- 2019 UX69
- 2019 UY69
- 2019 UA70
- 2019 UC70
- 2019 UD70
- 2019 UF70
- 2019 UG70
- 2019 UJ70
- 2019 UK70
- 2019 UL70
- 2019 UM70
- 2019 UO70
- 2019 UP70
- 2019 UQ70
- 2019 UR70
- 2019 US70
- 2019 UT70
- 2019 UU70
- 2019 UW70
- 2019 UX70
- 2019 UY70
- 2019 UA71
- 2019 UB71
- 2019 UC71
- 2019 UD71
- 2019 UE71
- 2019 UF71
- 2019 UG71
- 2019 UJ71
- 2019 UK71
- 2019 UL71
- 2019 UM71
- 2019 UN71
- 2019 UO71
- 2019 UP71
- 2019 UQ71
- 2019 UR71
- 2019 US71
- 2019 UT71
- 2019 UU71
- 2019 UV71
- 2019 UW71
- 2019 UX71
- 2019 UY71
- 2019 UZ71
- 2019 UB72
- 2019 UC72
- 2019 UD72
- 2019 UE72
- 2019 UF72
- 2019 UG72
- 2019 UH72
- 2019 UJ72
- 2019 UK72
- 2019 UL72
- 2019 UM72
- 2019 UN72
- 2019 UO72
- 2019 UP72
- 2019 UQ72
- 2019 UR72
- 2019 US72
- 2019 UT72
- 2019 UU72
- 2019 UV72
- 2019 UX72
- 2019 UY72
- 2019 UZ72
- 2019 UA73
- 2019 UB73
- 2019 UC73
- 2019 UD73
- 2019 UE73
- 2019 UF73
- 2019 UG73
- 2019 UH73
- 2019 UK73
- 2019 UL73
- 2019 UM73
- 2019 UN73
- 2019 UO73
- 2019 UP73
- 2019 UQ73
- 2019 UR73
- 2019 US73
- 2019 UT73
- 2019 UU73
- 2019 UV73
- 2019 UW73
- 2019 UX73
- 2019 UY73
- 2019 UZ73
- 2019 UA74
- 2019 UB74
- 2019 UC74
- 2019 UD74
- 2019 UE74
- 2019 UG74
- 2019 UH74
- 2019 UJ74
- 2019 UK74
- 2019 UL74
- 2019 UM74
- 2019 UN74
- 2019 UO74
- 2019 UP74
- 2019 UR74
- 2019 US74
- 2019 UT74
- 2019 UU74
- 2019 UV74
- 2019 UW74
- 2019 UX74
- 2019 UY74
- 2019 UZ74
- 2019 UA75
- 2019 UB75
- 2019 UD75
- 2019 UE75
- 2019 UF75
- 2019 UG75
- 2019 UJ75
- 2019 UK75
- 2019 UL75
- 2019 UM75
- 2019 UN75
- 2019 UP75
- 2019 UQ75
- 2019 UR75
- 2019 US75
- 2019 UT75
- 2019 UU75
- 2019 UV75
- 2019 UW75
- 2019 UX75
- 2019 UA76
- 2019 UC76
- 2019 UD76
- 2019 UE76
- 2019 UF76
- 2019 UH76
- 2019 UK76
- 2019 UL76
- 2019 UN76
- 2019 UO76
- 2019 UP76
- 2019 UQ76
- 2019 UR76
- 2019 US76
- 2019 UU76
- 2019 UV76
- 2019 UW76
- 2019 UX76
- 2019 UY76
- 2019 UZ76
- 2019 UA77
- 2019 UB77
- 2019 UC77
- 2019 UD77
- 2019 UE77
- 2019 UF77
- 2019 UH77
- 2019 UJ77
- 2019 UK77
- 2019 UM77
- 2019 UN77
- 2019 UQ77
- 2019 UR77
- 2019 US77
- 2019 UT77
- 2019 UU77
- 2019 UV77
- 2019 UW77
- 2019 UX77
- 2019 UY77
- 2019 UZ77
- 2019 UA78
- 2019 UB78
- 2019 UC78
- 2019 UD78
- 2019 UE78
- 2019 UF78
- 2019 UG78
- 2019 UH78
- 2019 UJ78
- 2019 UK78
- 2019 UL78
- 2019 UM78
- 2019 UN78
- 2019 UO78
- 2019 UP78
- 2019 UQ78
- 2019 UR78
- 2019 US78
- 2019 UT78
- 2019 UU78
- 2019 UV78
- 2019 UW78
- 2019 UX78
- 2019 UZ78
- 2019 UB79
- 2019 UC79
- 2019 UD79
- 2019 UE79
- 2019 UF79
- 2019 UG79
- 2019 UH79
- 2019 UJ79
- 2019 UK79
- 2019 UL79
- 2019 UM79
- 2019 UN79
- 2019 UO79
- 2019 UP79
- 2019 UQ79
- 2019 UR79
- 2019 US79
- 2019 UT79
- 2019 UU79
- 2019 UV79
- 2019 UW79
- 2019 UX79
- 2019 UA80
- 2019 UB80
- 2019 UC80
- 2019 UD80
- 2019 UE80
- 2019 UF80
- 2019 UG80
- 2019 UH80
- 2019 UJ80
- 2019 UK80
- 2019 UM80
- 2019 UN80
- 2019 UO80
- 2019 UP80
- 2019 UQ80
- 2019 UR80
- 2019 US80
- 2019 UT80
- 2019 UU80
- 2019 UV80
- 2019 UW80
- 2019 UX80
- 2019 UY80
- 2019 UZ80
- 2019 UA81
- 2019 UB81
- 2019 UC81
- 2019 UD81
- 2019 UE81
- 2019 UF81
- 2019 UH81
- 2019 UJ81
- 2019 UK81
- 2019 UL81
- 2019 UM81
- 2019 UN81
- 2019 UO81
- 2019 UP81
- 2019 UQ81
- 2019 UR81
- 2019 US81
- 2019 UT81
- 2019 UU81
- 2019 UV81
- 2019 UW81
- 2019 UX81
- 2019 UY81
- 2019 UZ81
- 2019 UA82
- 2019 UB82
- 2019 UC82
- 2019 UD82
- 2019 UE82
- 2019 UF82
- 2019 UG82
- 2019 UH82
- 2019 UJ82
- 2019 UK82
- 2019 UL82
- 2019 UM82
- 2019 UN82
- 2019 UO82
- 2019 UP82
- 2019 UQ82
- 2019 UR82
- 2019 US82
- 2019 UT82
- 2019 UU82
- 2019 UV82
- 2019 UW82
- 2019 UX82
- 2019 UY82
- 2019 UZ82
- 2019 UA83
- 2019 UB83
- 2019 UC83
- 2019 UD83
- 2019 UE83
- 2019 UF83
- 2019 UG83
- 2019 UH83
- 2019 UJ83
- 2019 UK83
- 2019 UL83
- 2019 UM83
- 2019 UN83
- 2019 UO83
- 2019 UP83
- 2019 UQ83
- 2019 UR83
- 2019 US83
- 2019 UU83
- 2019 UV83
- 2019 UW83
- 2019 UX83
- 2019 UY83
- 2019 UZ83
- 2019 UA84
- 2019 UB84
- 2019 UC84
- 2019 UD84
- 2019 UE84
- 2019 UF84
- 2019 UG84
- 2019 UH84
- 2019 UJ84
- 2019 UK84
- 2019 UL84
- 2019 UM84
- 2019 UN84
- 2019 UO84
- 2019 UR84
- 2019 UT84
- 2019 UV84
- 2019 UW84
- 2019 UX84
- 2019 UY84
- 2019 UZ84
- 2019 UA85
- 2019 UB85
- 2019 UC85
- 2019 UD85
- 2019 UE85
- 2019 UF85
- 2019 UG85
- 2019 UH85
- 2019 UJ85
- 2019 UK85
- 2019 UL85
- 2019 UM85
- 2019 UN85
- 2019 UO85
- 2019 UP85
- 2019 UQ85
- 2019 UR85
- 2019 US85
- 2019 UT85
- 2019 UU85
- 2019 UV85
- 2019 UW85
- 2019 UX85
- 2019 UY85
- 2019 UZ85
- 2019 UA86
- 2019 UB86
- 2019 UC86
- 2019 UD86
- 2019 UE86
- 2019 UF86
- 2019 UG86
- 2019 UH86
- 2019 UJ86
- 2019 UK86
- 2019 UL86
- 2019 UM86
- 2019 UN86
- 2019 UO86
- 2019 UP86
- 2019 UQ86
- 2019 UR86
- 2019 US86
- 2019 UT86
- 2019 UU86
- 2019 UW86
- 2019 UX86
- 2019 UY86
- 2019 UZ86
- 2019 UA87
- 2019 UB87
- 2019 UC87
- 2019 UD87
- 2019 UE87
- 2019 UG87
- 2019 UJ87
- 2019 UK87
- 2019 UL87
- 2019 UM87
- 2019 UN87
- 2019 UO87
- 2019 UP87
- 2019 UQ87
- 2019 UR87
- 2019 US87
- 2019 UT87
- 2019 UU87
- 2019 UV87
- 2019 UW87
- 2019 UX87
- 2019 UY87
- 2019 UZ87
- 2019 UA88
- 2019 UB88
- 2019 UC88
- 2019 UD88
- 2019 UE88
- 2019 UF88
- 2019 UG88
- 2019 UH88
- 2019 UJ88
- 2019 UK88
- 2019 UL88
- 2019 UM88
- 2019 UN88
- 2019 UO88
- 2019 UP88
- 2019 UQ88
- 2019 UR88
- 2019 US88
- 2019 UT88
- 2019 UU88
- 2019 UV88
- 2019 UW88
- 2019 UX88
- 2019 UY88
- 2019 UZ88
- 2019 UA89
- 2019 UB89
- 2019 UC89
- 2019 UD89
- 2019 UE89
- 2019 UF89
- 2019 UG89
- 2019 UH89
- 2019 UJ89
- 2019 UK89
- 2019 UL89
- 2019 UM89
- 2019 UN89
- 2019 UO89
- 2019 UP89
- 2019 UQ89
- 2019 UR89
- 2019 US89
- 2019 UT89
- 2019 UU89
- 2019 UW89
- 2019 UX89
- 2019 UY89
- 2019 UZ89
- 2019 UA90
- 2019 UB90
- 2019 UC90
- 2019 UD90
- 2019 UE90
- 2019 UF90
- 2019 UG90
- 2019 UH90
- 2019 UJ90
- 2019 UK90
- 2019 UL90
- 2019 UM90
- 2019 UN90
- 2019 UO90
- 2019 UP90
- 2019 UQ90
- 2019 UR90
- 2019 US90
- 2019 UT90
- 2019 UU90
- 2019 UV90
- 2019 UW90
- 2019 UX90
- 2019 UY90
- 2019 UZ90
- 2019 UA91
- 2019 UB91
- 2019 UC91
- 2019 UD91
- 2019 UE91
- 2019 UG91
- 2019 UH91
- 2019 UJ91
- 2019 UK91
- 2019 UL91
- 2019 UN91
- 2019 UO91
- 2019 UP91
- 2019 UQ91
- 2019 UR91
- 2019 US91
- 2019 UT91
- 2019 UV91
- 2019 UW91
- 2019 UX91
- 2019 UY91
- 2019 UZ91
- 2019 UA92
- 2019 UB92
- 2019 UC92
- 2019 UD92
- 2019 UE92
- 2019 UF92
- 2019 UG92
- 2019 UH92
- 2019 UJ92
- 2019 UK92
- 2019 UL92
- 2019 UM92
- 2019 UN92
- 2019 UP92
- 2019 UQ92
- 2019 UR92
- 2019 US92
- 2019 UT92
- 2019 UU92
- 2019 UV92
- 2019 UX92
- 2019 UY92
- 2019 UZ92
- 2019 UB93
- 2019 UC93
- 2019 UD93
- 2019 UE93
- 2019 UF93
- 2019 UG93
- 2019 UH93
- 2019 UJ93
- 2019 UL93
- 2019 UM93
- 2019 UN93
- 2019 UO93
- 2019 UP93
- 2019 UQ93
- 2019 UR93
- 2019 US93
- 2019 UT93
- 2019 UU93
- 2019 UV93
- 2019 UW93
- 2019 UY93
- 2019 UZ93
- 2019 UA94
- 2019 UB94
- 2019 UC94
- 2019 UD94
- 2019 UE94
- 2019 UF94
- 2019 UG94
- 2019 UH94
- 2019 UJ94
- 2019 UK94
- 2019 UL94
- 2019 UM94
- 2019 UO94
- 2019 UP94
- 2019 UQ94
- 2019 UR94
- 2019 US94
- 2019 UT94
- 2019 UV94
- 2019 UW94
- 2019 UX94
- 2019 UY94
- 2019 UZ94
- 2019 UA95
- 2019 UB95
- 2019 UC95
- 2019 UD95
- 2019 UE95
- 2019 UF95
- 2019 UG95
- 2019 UJ95
- 2019 UK95
- 2019 UL95
- 2019 UM95
- 2019 UN95
- 2019 UP95
- 2019 UQ95
- 2019 UR95
- 2019 US95
- 2019 UT95
- 2019 UU95
- 2019 UV95
- 2019 UW95
- 2019 UX95
- 2019 UY95
- 2019 UZ95
- 2019 UA96
- 2019 UB96
- 2019 UC96
- 2019 UD96
- 2019 UE96
- 2019 UF96
- 2019 UG96
- 2019 UH96
- 2019 UJ96
- 2019 UK96
- 2019 UL96
- 2019 UM96
- 2019 UN96
- 2019 UP96
- 2019 UQ96
- 2019 UR96
- 2019 US96
- 2019 UT96
- 2019 UU96
- 2019 UV96
- 2019 UW96
- 2019 UX96
- 2019 UY96
- 2019 UZ96
- 2019 UA97
- 2019 UB97
- 2019 UC97
- 2019 UD97
- 2019 UE97
- 2019 UF97
- 2019 UG97
- 2019 UH97
- 2019 UJ97
- 2019 UK97
- 2019 UL97
- 2019 UM97
- 2019 UN97
- 2019 UO97
- 2019 UP97
- 2019 UQ97
- 2019 UR97
- 2019 UT97
- 2019 UU97
- 2019 UV97
- 2019 UW97
- 2019 UX97
- 2019 UY97
- 2019 UA98
- 2019 UB98
- 2019 UC98
- 2019 UD98
- 2019 UE98
- 2019 UF98
- 2019 UG98
- 2019 UH98
- 2019 UJ98
- 2019 UK98
- 2019 UL98
- 2019 UM98
- 2019 UN98
- 2019 UO98
- 2019 UP98
- 2019 UQ98
- 2019 UR98
- 2019 US98
- 2019 UT98
- 2019 UU98
- 2019 UV98
- 2019 UW98
- 2019 UX98
- 2019 UY98
- 2019 UZ98
- 2019 UA99
- 2019 UB99
- 2019 UC99
- 2019 UD99
- 2019 UE99
- 2019 UF99
- 2019 UG99
- 2019 UJ99
- 2019 UK99
- 2019 UL99
- 2019 UM99
- 2019 UN99
- 2019 UO99
- 2019 UP99
- 2019 UQ99
- 2019 UR99
- 2019 US99
- 2019 UT99
- 2019 UU99
- 2019 UV99
- 2019 UW99
- 2019 UX99
- 2019 UY99
- 2019 UZ99
- 2019 UA100
- 2019 UB100
- 2019 UC100
- 2019 UD100
- 2019 UE100
- 2019 UF100
- 2019 UG100
- 2019 UH100
- 2019 UJ100
- 2019 UK100
- 2019 UL100
- 2019 UN100
- 2019 UO100
- 2019 UP100
- 2019 UQ100
- 2019 US100
- 2019 UT100
- 2019 UU100
- 2019 UV100
- 2019 UW100
- 2019 UX100
- 2019 UY100
- 2019 UZ100
- 2019 UB101
- 2019 UD101
- 2019 UE101
- 2019 UF101
- 2019 UG101
- 2019 UH101
- 2019 UK101
- 2019 UL101
- 2019 UM101
- 2019 UO101
- 2019 UQ101
- 2019 UR101
- 2019 US101
- 2019 UT101
- 2019 UV101
- 2019 UW101
- 2019 UA102
- 2019 UC102
- 2019 UD102
- 2019 UE102
- 2019 UF102
- 2019 UG102
- 2019 UH102
- 2019 UJ102
- 2019 UK102
- 2019 UL102
- 2019 UM102
- 2019 UN102
- 2019 UP102
- 2019 UQ102
- 2019 UR102
- 2019 US102
- 2019 UT102
- 2019 UU102
- 2019 UV102
- 2019 UW102
- 2019 UX102
- 2019 UY102
- 2019 UZ102
- 2019 UA103
- 2019 UB103
- 2019 UC103
- 2019 UD103
- 2019 UF103
- 2019 UG103
- 2019 UH103
- 2019 UJ103
- 2019 UK103
- 2019 UL103
- 2019 UM103
- 2019 UN103
- 2019 UO103
- 2019 UQ103
- 2019 US103
- 2019 UT103
- 2019 UU103
- 2019 UX103
- 2019 UA104
- 2019 UD104
- 2019 UE104
- 2019 UG104
- 2019 UH104
- 2019 UJ104
- 2019 UK104
- 2019 UL104
- 2019 UM104
- 2019 UN104
- 2019 UP104
- 2019 UQ104
- 2019 UR104
- 2019 US104
- 2019 UT104
- 2019 UU104
- 2019 UV104
- 2019 UW104
- 2019 UY104
- 2019 UA105
- 2019 UB105
- 2019 UE105
- 2019 UG105
- 2019 UH105
- 2019 UK105
- 2019 UN105
- 2019 UO105
- 2019 UP105
- 2019 UQ105
- 2019 UR105
- 2019 UT105
- 2019 UU105
- 2019 UV105
- 2019 UW105
- 2019 UX105
- 2019 UY105
- 2019 UZ105
- 2019 UA106
- 2019 UB106
- 2019 UC106
- 2019 UD106
- 2019 UE106
- 2019 UF106
- 2019 UG106
- 2019 UH106
- 2019 UJ106
- 2019 UL106
- 2019 UM106
- 2019 UN106
- 2019 UO106
- 2019 UP106
- 2019 UQ106
- 2019 UT106
- 2019 UU106
- 2019 UV106
- 2019 UW106
- 2019 UX106
- 2019 UY106
- 2019 UZ106
- 2019 UA107
- 2019 UB107
- 2019 UC107
- 2019 UD107
- 2019 UE107
- 2019 UF107
- 2019 UG107
- 2019 UH107
- 2019 UJ107
- 2019 UL107
- 2019 UM107
- 2019 UO107
- 2019 UP107
- 2019 UQ107
- 2019 UR107
- 2019 US107
- 2019 UT107
- 2019 UU107
- 2019 UV107
- 2019 UW107
- 2019 UX107
- 2019 UY107
- 2019 UZ107
- 2019 UA108
- 2019 UB108
- 2019 UC108
- 2019 UD108
- 2019 UE108
- 2019 UF108
- 2019 UG108
- 2019 UH108
- 2019 UJ108
- 2019 UK108
- 2019 UL108
- 2019 UM108
- 2019 UN108
- 2019 UO108
- 2019 UP108
- 2019 UQ108
- 2019 UR108
- 2019 US108
- 2019 UT108
- 2019 UU108
- 2019 UV108
- 2019 UW108
- 2019 UX108
- 2019 UY108
- 2019 UZ108
- 2019 UA109
- 2019 UB109
- 2019 UC109
- 2019 UD109
- 2019 UE109
- 2019 UF109
- 2019 UG109
- 2019 UH109
- 2019 UJ109
- 2019 UK109
- 2019 UL109
- 2019 UM109
- 2019 UN109
- 2019 UP109
- 2019 UQ109
- 2019 UR109
- 2019 US109
- 2019 UT109
- 2019 UU109
- 2019 UV109
- 2019 UX109
- 2019 UY109
- 2019 UZ109
- 2019 UA110
- 2019 UB110
- 2019 UC110
- 2019 UD110
- 2019 UE110
- 2019 UF110
- 2019 UG110
- 2019 UH110
- 2019 UJ110
- 2019 UK110
- 2019 UL110
- 2019 UM110
- 2019 UN110
- 2019 UO110
- 2019 UP110
- 2019 UQ110
- 2019 UR110
- 2019 US110
- 2019 UT110
- 2019 UU110
- 2019 UV110
- 2019 UW110
- 2019 UY110
- 2019 UZ110
- 2019 UA111
- 2019 UB111
- 2019 UC111
- 2019 UD111
- 2019 UE111
- 2019 UF111
- 2019 UG111
- 2019 UH111
- 2019 UJ111
- 2019 UK111
- 2019 UL111
- 2019 UN111
- 2019 UO111
- 2019 UP111
- 2019 UQ111
- 2019 UR111
- 2019 US111
- 2019 UT111
- 2019 UU111
- 2019 UV111
- 2019 UX111
- 2019 UY111
- 2019 UA112
- 2019 UB112
- 2019 UC112
- 2019 UD112
- 2019 UE112
- 2019 UG112
- 2019 UK112
- 2019 UL112
- 2019 UM112
- 2019 UN112
- 2019 UO112
- 2019 UP112
- 2019 UQ112
- 2019 UR112
- 2019 US112
- 2019 UT112
- 2019 UU112
- 2019 UV112
- 2019 UX112
- 2019 UY112
- 2019 UZ112
- 2019 UA113
- 2019 UB113
- 2019 UC113
- 2019 UD113
- 2019 UE113
- 2019 UF113
- 2019 UG113
- 2019 UJ113
- 2019 UK113
- 2019 UL113
- 2019 UM113
- 2019 UN113
- 2019 UO113
- 2019 UP113
- 2019 UQ113
- 2019 UR113
- 2019 US113
- 2019 UT113
- 2019 UU113
- 2019 UV113
- 2019 UW113
- 2019 UY113
- 2019 UZ113
- 2019 UA114
- 2019 UB114
- 2019 UC114
- 2019 UD114
- 2019 UE114
- 2019 UF114
- 2019 UG114
- 2019 UH114
- 2019 UJ114
- 2019 UL114
- 2019 UM114
- 2019 UN114
- 2019 UO114
- 2019 UP114
- 2019 UQ114
- 2019 UR114
- 2019 US114
- 2019 UT114
- 2019 UU114
- 2019 UW114
- 2019 UY114
- 2019 UZ114
- 2019 UA115
- 2019 UB115
- 2019 UC115
- 2019 UD115
- 2019 UE115
- 2019 UF115
- 2019 UG115
- 2019 UH115
- 2019 UJ115
- 2019 UK115
- 2019 UO115
- 2019 UP115
- 2019 UR115
- 2019 US115
- 2019 UT115
- 2019 UV115
- 2019 UW115
- 2019 UX115
- 2019 UY115
- 2019 UA116
- 2019 UC116
- 2019 UD116
- 2019 UE116
- 2019 UF116
- 2019 UK116
- 2019 UL116
- 2019 UM116
- 2019 UN116
- 2019 UO116
- 2019 UP116
- 2019 UR116
- 2019 US116
- 2019 UT116
- 2019 UU116
- 2019 UV116
- 2019 UX116
- 2019 UZ116
- 2019 UB117
- 2019 UD117
- 2019 UE117
- 2019 UF117
- 2019 UH117
- 2019 UJ117
- 2019 UK117
- 2019 UL117
- 2019 UM117
- 2019 UN117
- 2019 UO117
- 2019 UP117
- 2019 UQ117
- 2019 UR117
- 2019 US117
- 2019 UT117
- 2019 UU117
- 2019 UV117
- 2019 UW117
- 2019 UX117
- 2019 UY117
- 2019 UZ117
- 2019 UA118
- 2019 UB118
- 2019 UC118
- 2019 UD118
- 2019 UE118
- 2019 UF118
- 2019 UG118
- 2019 UH118
- 2019 UJ118
- 2019 UK118
- 2019 UL118
- 2019 UM118
- 2019 UN118
- 2019 UO118
- 2019 UP118
- 2019 UQ118
- 2019 UR118
- 2019 UT118
- 2019 UU118
- 2019 UV118
- 2019 UW118
- 2019 UX118
- 2019 UY118
- 2019 UZ118
- 2019 UA119
- 2019 UB119
- 2019 UD119
- 2019 UE119
- 2019 UF119
- 2019 UH119
- 2019 UJ119
- 2019 UK119
- 2019 UM119
- 2019 UN119
- 2019 UO119
- 2019 UP119
- 2019 UQ119
- 2019 UR119
- 2019 US119
- 2019 UT119
- 2019 UU119
- 2019 UV119
- 2019 UX119
- 2019 UY119
- 2019 UZ119
- 2019 UA120
- 2019 UB120
- 2019 UC120
- 2019 UD120
- 2019 UE120
- 2019 UF120
- 2019 UG120
- 2019 UH120
- 2019 UJ120
- 2019 UK120
- 2019 UL120
- 2019 UM120
- 2019 UN120
- 2019 UO120
- 2019 UP120
- 2019 UQ120
- 2019 UR120
- 2019 US120
- 2019 UU120
- 2019 UV120
- 2019 UW120
- 2019 UY120
- 2019 UA121
- 2019 UC121
- 2019 UD121
- 2019 UF121
- 2019 UG121
- 2019 UH121
- 2019 UJ121
- 2019 UK121
- 2019 UN121
- 2019 UO121
- 2019 UP121
- 2019 UQ121
- 2019 UR121
- 2019 US121
- 2019 UT121
- 2019 UU121
- 2019 UV121
- 2019 UW121
- 2019 UX121
- 2019 UY121
- 2019 UZ121
- 2019 UA122
- 2019 UB122
- 2019 UC122
- 2019 UD122
- 2019 UE122
- 2019 UF122
- 2019 UG122
- 2019 UH122
- 2019 UJ122
- 2019 UK122
- 2019 UL122
- 2019 UM122
- 2019 UN122
- 2019 UP122
- 2019 UQ122
- 2019 UR122
- 2019 US122
- 2019 UT122
- 2019 UU122
- 2019 UW122
- 2019 UY122
- 2019 UZ122
- 2019 UA123
- 2019 UB123
- 2019 UC123
- 2019 UD123
- 2019 UE123
- 2019 UJ123
- 2019 UK123
- 2019 UM123
- 2019 UN123
- 2019 UP123
- 2019 UQ123
- 2019 UR123
- 2019 UT123
- 2019 UU123
- 2019 UV123
- 2019 UW123
- 2019 UY123
- 2019 UZ123
- 2019 UA124
- 2019 UB124
- 2019 UC124
- 2019 UD124
- 2019 UF124
- 2019 UG124
- 2019 UH124
- 2019 UK124
- 2019 UM124
- 2019 UN124
- 2019 UO124
- 2019 UQ124
- 2019 UR124
- 2019 US124
- 2019 UT124
- 2019 UU124
- 2019 UV124
- 2019 UW124
- 2019 UX124
- 2019 UY124
- 2019 UZ124
- 2019 UA125
- 2019 UB125
- 2019 UC125
- 2019 UE125
- 2019 UF125
- 2019 UG125
- 2019 UH125
- 2019 UJ125
- 2019 UK125
- 2019 UL125
- 2019 UM125
- 2019 UN125
- 2019 UO125
- 2019 UQ125
- 2019 UR125
- 2019 UT125
- 2019 UU125
- 2019 UV125
- 2019 UW125
- 2019 UY125
- 2019 UB126
- 2019 UC126
- 2019 UD126
- 2019 UF126
- 2019 UG126
- 2019 UH126
- 2019 UJ126
- 2019 UK126
- 2019 UL126
- 2019 UN126
- 2019 UO126
- 2019 UP126
- 2019 UR126
- 2019 US126
- 2019 UT126
- 2019 UV126
- 2019 UW126
- 2019 UX126
- 2019 UY126
- 2019 UZ126
- 2019 UC127
- 2019 UE127
- 2019 UF127
- 2019 UH127
- 2019 UJ127
- 2019 UK127
- 2019 UL127
- 2019 UM127
- 2019 UN127
- 2019 UO127
- 2019 UP127
- 2019 UQ127
- 2019 UR127
- 2019 US127
- 2019 UT127
- 2019 UU127
- 2019 UV127
- 2019 UW127
- 2019 UX127
- 2019 UY127
- 2019 UZ127
- 2019 UA128
- 2019 UB128
- 2019 UC128
- 2019 UD128
- 2019 UE128
- 2019 UF128
- 2019 UH128
- 2019 UJ128
- 2019 UL128
- 2019 UM128
- 2019 UN128
- 2019 UO128
- 2019 UP128
- 2019 UR128
- 2019 UT128
- 2019 UU128
- 2019 UV128
- 2019 UW128
- 2019 UX128
- 2019 UY128
- 2019 UZ128
- 2019 UC129
- 2019 UD129
- 2019 UF129
- 2019 UH129
- 2019 UJ129
- 2019 UK129
- 2019 UL129
- 2019 UM129
- 2019 UN129
- 2019 UO129
- 2019 UP129
- 2019 UQ129
- 2019 UR129
- 2019 US129
- 2019 UT129
- 2019 UU129
- 2019 UV129
- 2019 UW129
- 2019 UX129
- 2019 UY129
- 2019 UZ129
- 2019 UA130
- 2019 UB130
- 2019 UC130
- 2019 UD130
- 2019 UE130
- 2019 UF130
- 2019 UG130
- 2019 UH130
- 2019 UJ130
- 2019 UK130
- 2019 UL130
- 2019 UM130
- 2019 UO130
- 2019 UP130
- 2019 UR130
- 2019 US130
- 2019 UT130
- 2019 UU130
- 2019 UV130
- 2019 UW130
- 2019 UX130
- 2019 UY130
- 2019 UZ130
- 2019 UA131
- 2019 UB131
- 2019 UC131
- 2019 UD131
- 2019 UE131
- 2019 UF131
- 2019 UH131
- 2019 UJ131
- 2019 UK131
- 2019 UL131
- 2019 UM131
- 2019 UN131
- 2019 UO131
- 2019 UP131
- 2019 UR131
- 2019 US131
- 2019 UT131
- 2019 UU131
- 2019 UV131
- 2019 UW131
- 2019 UX131
- 2019 UY131
- 2019 UZ131
- 2019 UA132
- 2019 UB132
- 2019 UC132
- 2019 UD132
- 2019 UE132
- 2019 UF132
- 2019 UG132
- 2019 UH132
- 2019 UJ132
- 2019 UK132
- 2019 UL132
- 2019 UM132
- 2019 UN132
- 2019 UO132
- 2019 UP132
- 2019 UQ132
- 2019 UR132
- 2019 US132
- 2019 UT132
- 2019 UU132
- 2019 UV132
- 2019 UW132
- 2019 UX132
- 2019 UY132
- 2019 UZ132
- 2019 UA133
- 2019 UB133
- 2019 UC133
- 2019 UD133
- 2019 UE133
- 2019 UF133
- 2019 UG133
- 2019 UH133
- 2019 UJ133
- 2019 UK133
- 2019 UL133
- 2019 UM133
- 2019 UO133
- 2019 UP133
- 2019 UQ133
- 2019 UR133
- 2019 US133
- 2019 UT133
- 2019 UU133
- 2019 UV133
- 2019 UW133
- 2019 UX133
- 2019 UY133
- 2019 UZ133
- 2019 UA134
- 2019 UB134
- 2019 UC134
- 2019 UD134
- 2019 UE134
- 2019 UF134
- 2019 UG134
- 2019 UH134
- 2019 UJ134
- 2019 UK134
- 2019 UL134
- 2019 UM134
- 2019 UN134
- 2019 UO134
- 2019 UP134
- 2019 UQ134
- 2019 UR134
- 2019 US134
- 2019 UT134
- 2019 UU134
- 2019 UV134
- 2019 UW134
- 2019 UX134
- 2019 UY134
- 2019 UZ134
- 2019 UA135
- 2019 UB135
- 2019 UC135
- 2019 UD135
- 2019 UE135
- 2019 UF135
- 2019 UG135
- 2019 UH135
- 2019 UJ135
- 2019 UK135
- 2019 UL135
- 2019 UM135
- 2019 UO135
- 2019 UP135
- 2019 UQ135
- 2019 US135
- 2019 UT135
- 2019 UU135
- 2019 UV135
- 2019 UW135
- 2019 UX135
- 2019 UY135
- 2019 UZ135
- 2019 UA136
- 2019 UB136
- 2019 UC136
- 2019 UD136
- 2019 UE136
- 2019 UF136
- 2019 UG136
- 2019 UH136
- 2019 UJ136
- 2019 UK136
- 2019 UL136
- 2019 UM136
- 2019 UN136
- 2019 UO136
- 2019 UP136
- 2019 UR136
- 2019 US136
- 2019 UT136
- 2019 UU136
- 2019 UV136
- 2019 UW136
- 2019 UX136
- 2019 UY136
- 2019 UZ136
- 2019 UA137
- 2019 UB137
- 2019 UC137
- 2019 UD137
- 2019 UE137
- 2019 UF137
- 2019 UG137
- 2019 UH137
- 2019 UJ137
- 2019 UK137
- 2019 UL137
- 2019 UM137
- 2019 UN137
- 2019 UO137
- 2019 UP137
- 2019 UQ137
- 2019 UR137
- 2019 US137
- 2019 UT137
- 2019 UU137
- 2019 UV137
- 2019 UW137
- 2019 UX137
- 2019 UY137
- 2019 UZ137
- 2019 UA138
- 2019 UB138
- 2019 UC138
- 2019 UD138
- 2019 UE138
- 2019 UF138
- 2019 UG138
- 2019 UH138
- 2019 UJ138
- 2019 UK138
- 2019 UL138
- 2019 UM138
- 2019 UN138
- 2019 UO138
- 2019 UP138
- 2019 UQ138
- 2019 UR138
- 2019 US138
- 2019 UT138
- 2019 UU138
- 2019 UV138
- 2019 UW138
- 2019 UX138
- 2019 UY138
- 2019 UZ138
- 2019 UA139
- 2019 UB139
- 2019 UC139
- 2019 UD139
- 2019 UE139
- 2019 UF139
- 2019 UG139
- 2019 UH139
- 2019 UJ139
- 2019 UK139
- 2019 UL139
- 2019 UM139
- 2019 UN139
- 2019 UO139
- 2019 UP139
- 2019 UQ139
- 2019 UR139
- 2019 US139
- 2019 UT139
- 2019 UU139
- 2019 UV139
- 2019 UW139
- 2019 UX139
- 2019 UY139
- 2019 UZ139
- 2019 UA140
- 2019 UB140
- 2019 UC140
- 2019 UD140
- 2019 UE140
- 2019 UF140
- 2019 UG140
- 2019 UH140
- 2019 UJ140
- 2019 UK140
- 2019 UL140
- 2019 UM140
- 2019 UN140
- 2019 UO140
- 2019 UP140
- 2019 UQ140
- 2019 UR140
- 2019 US140
- 2019 UT140
- 2019 UU140
- 2019 UV140
- 2019 UW140
- 2019 UX140
- 2019 UY140
- 2019 UZ140
- 2019 UA141
- 2019 UB141
- 2019 UC141
- 2019 UD141
- 2019 UE141
- 2019 UF141
- 2019 UG141
- 2019 UH141
- 2019 UJ141
- 2019 UK141
- 2019 UL141
- 2019 UM141
- 2019 UN141
- 2019 UO141
- 2019 UP141
- 2019 UQ141
- 2019 UR141
- 2019 US141
- 2019 UT141
- 2019 UU141
- 2019 UV141
- 2019 UW141
- 2019 UX141
- 2019 UY141
- 2019 UZ141
- 2019 UA142
- 2019 UB142
- 2019 UC142
- 2019 UD142
- 2019 UE142
- 2019 UF142
- 2019 UG142
- 2019 UH142
- 2019 UJ142
- 2019 UK142
- 2019 UL142
- 2019 UM142
- 2019 UN142
- 2019 UO142
- 2019 UP142
- 2019 UQ142
- 2019 UR142
- 2019 US142
- 2019 UT142
- 2019 UU142
- 2019 UV142
- 2019 UW142
- 2019 UX142
- 2019 UY142
- 2019 UZ142
- 2019 UA143
- 2019 UB143
- 2019 UC143
- 2019 UD143
- 2019 UE143
- 2019 UF143
- 2019 UG143
- 2019 UH143
- 2019 UJ143
- 2019 UK143
- 2019 UM143
- 2019 UN143
- 2019 UO143
- 2019 UP143
- 2019 UQ143
- 2019 UR143
- 2019 US143
- 2019 UT143
- 2019 UU143
- 2019 UV143
- 2019 UW143
- 2019 UX143
- 2019 UZ143
- 2019 UA144
- 2019 UB144
- 2019 UC144
- 2019 UD144
- 2019 UE144
- 2019 UF144
- 2019 UG144
- 2019 UH144
- 2019 UJ144
- 2019 UK144
- 2019 UL144
- 2019 UM144
- 2019 UN144
- 2019 UO144
- 2019 UP144
- 2019 UQ144
- 2019 UR144
- 2019 US144
- 2019 UT144
- 2019 UU144
- 2019 UW144
- 2019 UX144
- 2019 UY144
- 2019 UZ144
- 2019 UA145
- 2019 UB145
- 2019 UC145
- 2019 UD145
- 2019 UE145
- 2019 UF145
- 2019 UG145
- 2019 UH145
- 2019 UJ145
- 2019 UK145
- 2019 UL145
- 2019 UM145
- 2019 UN145
- 2019 UO145
- 2019 UP145
- 2019 UQ145
- 2019 UR145
- 2019 US145
- 2019 UT145
- 2019 UU145
- 2019 UV145
- 2019 UW145
- 2019 UX145
- 2019 UY145
- 2019 UZ145
- 2019 UA146
- 2019 UB146
- 2019 UC146
- 2019 UD146
- 2019 UE146
- 2019 UF146
- 2019 UG146
- 2019 UH146
- 2019 UJ146
- 2019 UK146
- 2019 UL146
- 2019 UM146
- 2019 UN146
- 2019 UO146
- 2019 UP146
- 2019 UQ146
- 2019 UR146
- 2019 US146
- 2019 UT146
- 2019 UU146
- 2019 UV146
- 2019 UW146
- 2019 UX146
- 2019 UY146
- 2019 UZ146
- 2019 UA147
- 2019 UB147
- 2019 UC147
- 2019 UD147
- 2019 UE147
- 2019 UF147
- 2019 UG147
- 2019 UH147
- 2019 UJ147
- 2019 UK147
- 2019 UL147
- 2019 UM147
- 2019 UN147
- 2019 UO147
- 2019 UP147
- 2019 UQ147
- 2019 UR147
- 2019 US147
- 2019 UT147
- 2019 UU147
- 2019 UV147
- 2019 UW147
- 2019 UX147
- 2019 UY147
- 2019 UZ147
- 2019 UA148
- 2019 UB148
- 2019 UC148
- 2019 UD148
- 2019 UE148
- 2019 UF148
- 2019 UG148
- 2019 UH148
- 2019 UJ148
- 2019 UK148
- 2019 UL148
- 2019 UM148
- 2019 UN148
- 2019 UO148
- 2019 UP148
- 2019 UQ148
- 2019 UR148
- 2019 US148
- 2019 UT148
- 2019 UU148
- 2019 UV148
- 2019 UW148
- 2019 UX148
- 2019 UY148
- 2019 UZ148
- 2019 UA149
- 2019 UB149
- 2019 UC149
- 2019 UD149
- 2019 UE149
- 2019 UF149
- 2019 UG149
- 2019 UH149
- 2019 UJ149
- 2019 UK149
- 2019 UL149
- 2019 UM149
- 2019 UN149
- 2019 UO149
- 2019 UP149
- 2019 UQ149
- 2019 UR149
- 2019 US149
- 2019 UT149
- 2019 UU149
- 2019 UV149
- 2019 UW149
- 2019 UX149
- 2019 UY149
- 2019 UZ149
- 2019 UA150
- 2019 UB150
- 2019 UC150
- 2019 UD150
- 2019 UE150
- 2019 UF150
- 2019 UG150
- 2019 UH150
- 2019 UJ150
- 2019 UK150
- 2019 UL150
- 2019 UM150
- 2019 UN150
- 2019 UO150
- 2019 UP150
- 2019 UQ150
- 2019 UR150
- 2019 US150
- 2019 UT150
- 2019 UU150
- 2019 UV150
- 2019 UW150
- 2019 UX150
- 2019 UY150
- 2019 UZ150
- 2019 UA151
- 2019 UB151
- 2019 UC151
- 2019 UD151
- 2019 UE151
- 2019 UF151
- 2019 UG151
- 2019 UH151
- 2019 UK151
- 2019 UL151
- 2019 UM151
- 2019 UN151
- 2019 UO151
- 2019 UP151
- 2019 UQ151
- 2019 UR151
- 2019 US151
- 2019 UT151
- 2019 UU151
- 2019 UV151
- 2019 UW151
- 2019 UX151
- 2019 UY151
- 2019 UZ151
- 2019 UA152
- 2019 UB152
- 2019 UC152
- 2019 UD152
- 2019 UE152
- 2019 UF152
- 2019 UG152
- 2019 UH152
- 2019 UJ152
- 2019 UK152
- 2019 UL152
- 2019 UM152
- 2019 UN152
- 2019 UO152
- 2019 UP152
- 2019 UQ152
- 2019 UR152
- 2019 US152
- 2019 UT152
- 2019 UU152
- 2019 UV152
- 2019 UW152
- 2019 UX152
- 2019 UY152
- 2019 UZ152
- 2019 UA153
- 2019 UB153
- 2019 UC153
- 2019 UD153
- 2019 UE153
- 2019 UF153
- 2019 UG153
- 2019 UH153
- 2019 UJ153
- 2019 UK153
- 2019 UL153
- 2019 UM153
- 2019 UN153
- 2019 UO153
- 2019 UP153
- 2019 UR153
- 2019 US153
- 2019 UT153
- 2019 UU153
- 2019 UV153
- 2019 UW153
- 2019 UX153
- 2019 UY153
- 2019 UZ153
- 2019 UA154
- 2019 UB154
- 2019 UC154
- 2019 UD154
- 2019 UE154
- 2019 UF154
- 2019 UG154
- 2019 UJ154
- 2019 UK154
- 2019 UL154
- 2019 UM154
- 2019 UN154
- 2019 UO154
- 2019 UP154
- 2019 UR154
- 2019 US154
- 2019 UT154
- 2019 UU154
- 2019 UV154
- 2019 UW154
- 2019 UX154
- 2019 UY154
- 2019 UZ154
- 2019 UA155
- 2019 UB155
- 2019 UC155
- 2019 UD155
- 2019 UE155
- 2019 UF155
- 2019 UG155
- 2019 UH155
- 2019 UJ155
- 2019 UK155
- 2019 UL155
- 2019 UM155
- 2019 UN155
- 2019 UO155
- 2019 UP155
- 2019 UQ155
- 2019 UR155
- 2019 US155
- 2019 UT155
- 2019 UU155
- 2019 UV155
- 2019 UW155
- 2019 UX155
- 2019 UY155
- 2019 UZ155
- 2019 UA156
- 2019 UB156
- 2019 UC156
- 2019 UD156
- 2019 UE156
- 2019 UF156
- 2019 UG156
- 2019 UH156
- 2019 UJ156
- 2019 UK156
- 2019 UL156
- 2019 UM156
- 2019 UN156
- 2019 UO156
- 2019 UP156
- 2019 UQ156
- 2019 UR156
- 2019 US156
- 2019 UT156
- 2019 UU156
- 2019 UV156
- 2019 UW156
- 2019 UX156
- 2019 UY156
- 2019 UZ156
- 2019 UA157
- 2019 UB157
- 2019 UC157
- 2019 UD157
- 2019 UE157
- 2019 UF157
- 2019 UH157
- 2019 UJ157
- 2019 UK157
- 2019 UL157
- 2019 UM157
- 2019 UN157
- 2019 UO157
- 2019 UP157
- 2019 UQ157
- 2019 UR157
- 2019 US157
- 2019 UT157
- 2019 UU157
- 2019 UV157
- 2019 UX157
- 2019 UY157
- 2019 UZ157
- 2019 UA158
- 2019 UB158
- 2019 UC158
- 2019 UD158
- 2019 UF158
- 2019 UG158
- 2019 UH158
- 2019 UJ158
- 2019 UK158
- 2019 UL158
- 2019 UM158
- 2019 UN158
- 2019 UO158
- 2019 UP158
- 2019 UQ158
- 2019 UR158
- 2019 US158
- 2019 UT158
- 2019 UU158
- 2019 UV158
- 2019 UW158
- 2019 UX158
- 2019 UY158
- 2019 UZ158
- 2019 UA159
- 2019 UB159
- 2019 UC159
- 2019 UD159
- 2019 UE159
- 2019 UF159
- 2019 UG159
- 2019 UH159
- 2019 UJ159
- 2019 UK159
- 2019 UL159
- 2019 UN159
- 2019 UO159
- 2019 UP159
- 2019 UQ159
- 2019 UR159
- 2019 US159
- 2019 UT159
- 2019 UU159
- 2019 UV159
- 2019 UW159
- 2019 UX159
- 2019 UY159
- 2019 UZ159
- 2019 UA160
- 2019 UB160
- 2019 UC160
- 2019 UD160
- 2019 UE160
- 2019 UF160
- 2019 UG160
- 2019 UH160
- 2019 UJ160
- 2019 UK160
- 2019 UL160
- 2019 UM160
- 2019 UN160
- 2019 UO160
- 2019 UP160
- 2019 UQ160
- 2019 UR160
- 2019 US160
- 2019 UT160
- 2019 UU160
- 2019 UV160
- 2019 UW160
- 2019 UX160
- 2019 UY160
- 2019 UZ160
- 2019 UA161
- 2019 UB161
- 2019 UC161
- 2019 UD161
- 2019 UF161
- 2019 UG161
- 2019 UH161
- 2019 UJ161
- 2019 UK161
- 2019 UL161
- 2019 UM161
- 2019 UN161
- 2019 UO161
- 2019 UP161
- 2019 UQ161
- 2019 UR161
- 2019 US161
- 2019 UT161
- 2019 UU161
- 2019 UW161
- 2019 UX161
- 2019 UY161
- 2019 UZ161
- 2019 UA162
- 2019 UB162
- 2019 UC162
- 2019 UD162
- 2019 UE162
- 2019 UF162
- 2019 UG162
- 2019 UH162
- 2019 UJ162
- 2019 UL162
- 2019 UM162
- 2019 UN162
- 2019 UO162
- 2019 UP162
- 2019 UQ162
- 2019 UR162
- 2019 US162
- 2019 UT162
- 2019 UU162
- 2019 UV162
- 2019 UW162
- 2019 UX162
- 2019 UY162
- 2019 UZ162
- 2019 UA163
- 2019 UB163
- 2019 UC163
- 2019 UD163
- 2019 UE163
- 2019 UF163
- 2019 UG163
- 2019 UH163
- 2019 UJ163
- 2019 UK163
- 2019 UL163
- 2019 UM163
- 2019 UN163
- 2019 UO163
- 2019 UP163
- 2019 UQ163
- 2019 UR163
- 2019 US163
- 2019 UT163
- 2019 UU163
- 2019 UV163
- 2019 UW163
- 2019 UX163
- 2019 UY163
- 2019 UZ163
- 2019 UA164
- 2019 UB164
- 2019 UC164
- 2019 UD164
- 2019 UE164
- 2019 UF164
- 2019 UG164
- 2019 UH164
- 2019 UJ164
- 2019 UK164
- 2019 UL164
- 2019 UM164
- 2019 UN164
- 2019 UO164
- 2019 UP164
- 2019 UQ164
- 2019 UR164
- 2019 US164
- 2019 UT164
- 2019 UU164
- 2019 UV164
- 2019 UW164
- 2019 UX164
- 2019 UY164
- 2019 UZ164
- 2019 UA165
- 2019 UB165
- 2019 UC165
- 2019 UD165
- 2019 UE165
- 2019 UF165
- 2019 UG165
- 2019 UH165
- 2019 UJ165
- 2019 UK165
- 2019 UM165
- 2019 UN165
- 2019 UO165
- 2019 UP165
- 2019 UQ165
- 2019 UR165
- 2019 US165
- 2019 UT165
- 2019 UU165
- 2019 UV165
- 2019 UW165
- 2019 UX165
- 2019 UY165
- 2019 UZ165
- 2019 UB166
- 2019 UD166
- 2019 UE166
- 2019 UF166
- 2019 UG166
- 2019 UH166
- 2019 UJ166
- 2019 UK166
- 2019 UM166
- 2019 UN166
- 2019 UO166
- 2019 UP166
- 2019 UQ166
- 2019 UR166
- 2019 US166
- 2019 UT166
- 2019 UV166
- 2019 UW166
- 2019 UX166
- 2019 UY166
- 2019 UZ166
- 2019 UA167
- 2019 UB167
- 2019 UD167
- 2019 UE167
- 2019 UF167
- 2019 UG167
- 2019 UJ167
- 2019 UK167
- 2019 UL167
- 2019 UM167
- 2019 UN167
- 2019 UO167
- 2019 UP167
- 2019 UQ167
- 2019 UR167
- 2019 US167
- 2019 UT167
- 2019 UU167
- 2019 UV167
- 2019 UW167
- 2019 UX167
- 2019 UY167
- 2019 UZ167
- 2019 UA168
- 2019 UB168
- 2019 UC168
- 2019 UD168
- 2019 UE168
- 2019 UF168
- 2019 UG168
- 2019 UH168
- 2019 UJ168
- 2019 UK168
- 2019 UL168
- 2019 UM168
- 2019 UO168
- 2019 UP168
- 2019 UQ168
- 2019 UR168
- 2019 US168
- 2019 UT168
- 2019 UU168
- 2019 UV168
- 2019 UW168
- 2019 UX168
- 2019 UY168
- 2019 UZ168
- 2019 UA169
- 2019 UB169
- 2019 UC169
- 2019 UD169
- 2019 UE169
- 2019 UF169
- 2019 UG169
- 2019 UH169
- 2019 UJ169
- 2019 UK169
- 2019 UL169
- 2019 UN169
- 2019 UO169
- 2019 UP169
- 2019 UQ169
- 2019 UR169
- 2019 US169
- 2019 UU169
- 2019 UV169
- 2019 UW169
- 2019 UX169
- 2019 UY169
- 2019 UZ169
- 2019 UA170
- 2019 UB170
- 2019 UC170
- 2019 UD170
- 2019 UE170
- 2019 UF170
- 2019 UG170
- 2019 UH170
- 2019 UJ170
- 2019 UK170
- 2019 UL170
- 2019 UM170
- 2019 UN170
- 2019 UO170
- 2019 UP170
- 2019 UQ170
- 2019 UR170
- 2019 US170
- 2019 UT170
- 2019 UU170
- 2019 UV170
- 2019 UW170
- 2019 UX170
- 2019 UY170
- 2019 UZ170
- 2019 UA171
- 2019 UB171
- 2019 UC171
- 2019 UD171
- 2019 UE171
- 2019 UF171
- 2019 UG171
- 2019 UH171
- 2019 UJ171
- 2019 UK171
- 2019 UL171
- 2019 UM171
- 2019 UN171
- 2019 UO171
- 2019 UP171
- 2019 UQ171
- 2019 UR171
- 2019 US171
- 2019 UT171
- 2019 UU171
- 2019 UV171
- 2019 UW171
- 2019 UX171
- 2019 UY171
- 2019 UZ171
- 2019 UA172
- 2019 UB172
- 2019 UC172
- 2019 UD172
- 2019 UE172
- 2019 UF172
- 2019 UG172
- 2019 UH172
- 2019 UJ172
- 2019 UK172
- 2019 UL172
- 2019 UM172
- 2019 UN172
- 2019 UO172
- 2019 UP172
- 2019 UQ172
- 2019 UR172
- 2019 US172
- 2019 UT172
- 2019 UU172
- 2019 UV172
- 2019 UW172
- 2019 UX172
- 2019 UY172
- 2019 UZ172
- 2019 UA173
- 2019 UB173
- 2019 UC173
- 2019 UD173
- 2019 UE173
- 2019 UF173
- 2019 UG173
- 2019 UH173
- 2019 UJ173
- 2019 UK173
- 2019 UL173
- 2019 UM173
- 2019 UN173
- 2019 UO173
- 2019 UP173
- 2019 UQ173
- 2019 US173
- 2019 UT173
- 2019 UU173
- 2019 UV173
- 2019 UW173
- 2019 UX173
- 2019 UY173
- 2019 UZ173
- 2019 UA174
- 2019 UB174
- 2019 UC174
- 2019 UD174
- 2019 UE174
- 2019 UF174
- 2019 UG174
- 2019 UH174
- 2019 UJ174
- 2019 UK174
- 2019 UL174
- 2019 UM174
- 2019 UN174
- 2019 UO174
- 2019 UP174
- 2019 UQ174
- 2019 UR174
- 2019 US174
- 2019 UT174
- 2019 UU174
- 2019 UV174
- 2019 UW174
- 2019 UX174
- 2019 UY174
- 2019 UZ174
- 2019 UA175
- 2019 UB175
- 2019 UC175
- 2019 UE175
- 2019 UF175
- 2019 UG175
- 2019 UH175
- 2019 UJ175
- 2019 UK175
- 2019 UL175
- 2019 UM175
- 2019 UN175
- 2019 UO175
- 2019 UP175
- 2019 UQ175
- 2019 UR175
- 2019 US175
- 2019 UT175
- 2019 UU175
- 2019 UV175
- 2019 UW175
- 2019 UX175
- 2019 UY175
- 2019 UZ175
- 2019 UA176
- 2019 UB176
- 2019 UC176
- 2019 UD176
- 2019 UE176
- 2019 UF176
- 2019 UG176
- 2019 UH176
- 2019 UJ176
- 2019 UK176
- 2019 UL176
- 2019 UM176
- 2019 UN176
- 2019 UO176
- 2019 UP176
- 2019 UQ176
- 2019 UR176
- 2019 US176
- 2019 UT176
- 2019 UU176
- 2019 UV176
- 2019 UW176
- 2019 UX176
- 2019 UY176
- 2019 UZ176
- 2019 UA177
- 2019 UB177
- 2019 UC177
- 2019 UD177
- 2019 UE177
- 2019 UF177
- 2019 UG177
- 2019 UH177
- 2019 UJ177
- 2019 UK177
- 2019 UL177
- 2019 UM177
- 2019 UN177
- 2019 UO177
- 2019 UP177
- 2019 UQ177
- 2019 UR177
- 2019 US177
- 2019 UT177
- 2019 UV177
- 2019 UX177
- 2019 UY177
- 2019 UZ177
- 2019 UA178
- 2019 UB178
- 2019 UC178
- 2019 UD178
- 2019 UE178
- 2019 UF178
- 2019 UG178
- 2019 UH178
- 2019 UJ178
- 2019 UK178
- 2019 UL178
- 2019 UM178
- 2019 UN178
- 2019 UO178
- 2019 UP178
- 2019 UQ178
- 2019 UR178
- 2019 US178
- 2019 UT178
- 2019 UU178
- 2019 UV178
- 2019 UW178
- 2019 UX178
- 2019 UY178
- 2019 UZ178
- 2019 UA179
- 2019 UB179
- 2019 UC179
- 2019 UD179
- 2019 UE179
- 2019 UF179
- 2019 UG179
- 2019 UH179
- 2019 UJ179
- 2019 UK179
- 2019 UL179
- 2019 UM179
- 2019 UN179
- 2019 UO179
- 2019 UP179
- 2019 UR179
- 2019 US179
- 2019 UT179
- 2019 UU179
- 2019 UV179
- 2019 UX179
- 2019 UY179
- 2019 UZ179
- 2019 UA180
- 2019 UB180
- 2019 UC180
- 2019 UD180
- 2019 UE180
- 2019 UF180
- 2019 UG180
- 2019 UH180
- 2019 UJ180
- 2019 UK180
- 2019 UL180
- 2019 UM180
- 2019 UN180
- 2019 UO180
- 2019 UQ180
- 2019 UR180
- 2019 US180
- 2019 UT180
- 2019 UU180
- 2019 UV180
- 2019 UW180
- 2019 UX180
- 2019 UY180
- 2019 UZ180
- 2019 UA181
- 2019 UB181
- 2019 UC181
- 2019 UD181
- 2019 UE181
- 2019 UF181
- 2019 UH181
- 2019 UJ181
- 2019 UK181
- 2019 UL181
- 2019 UM181
- 2019 UN181
- 2019 UO181
- 2019 UP181
- 2019 UQ181
- 2019 UR181
- 2019 US181
- 2019 UU181
- 2019 UV181
- 2019 UW181
- 2019 UX181
- 2019 UY181
- 2019 UZ181
- 2019 UA182
- 2019 UB182
- 2019 UC182
- 2019 UD182
- 2019 UE182
- 2019 UF182
- 2019 UG182
- 2019 UH182
- 2019 UJ182
- 2019 UK182
- 2019 UL182
- 2019 UM182
- 2019 UN182
- 2019 UO182
- 2019 UP182
- 2019 UQ182
- 2019 UR182
- 2019 US182
- 2019 UT182
- 2019 UU182
- 2019 UV182
- 2019 UW182
- 2019 UX182
- 2019 UY182
- 2019 UZ182
- 2019 UA183
- 2019 UB183
- 2019 UC183
- 2019 UD183
- 2019 UE183
- 2019 UF183
- 2019 UG183
- 2019 UH183
- 2019 UJ183
- 2019 UK183
- 2019 UL183
- 2019 UM183
- 2019 UN183
- 2019 UO183
- 2019 UP183
- 2019 UQ183
- 2019 UR183
- 2019 US183
- 2019 UT183
- 2019 UU183
- 2019 UV183
- 2019 UW183
- 2019 UX183
- 2019 UY183
- 2019 UZ183
- 2019 UA184
- 2019 UB184
- 2019 UC184
- 2019 UD184
- 2019 UE184
- 2019 UF184
- 2019 UG184
- 2019 UH184
- 2019 UJ184
- 2019 UL184
- 2019 UM184
- 2019 UN184
- 2019 UO184
- 2019 UP184
- 2019 UQ184
- 2019 UR184
- 2019 US184
- 2019 UT184
- 2019 UU184
- 2019 UV184
- 2019 UW184
- 2019 UX184
- 2019 UY184
- 2019 UZ184
- 2019 UA185
- 2019 UB185
- 2019 UC185
- 2019 UD185
- 2019 UE185
- 2019 UF185
- 2019 UG185
- 2019 UH185
- 2019 UJ185
- 2019 UK185
- 2019 UL185
- 2019 UM185
- 2019 UN185
- 2019 UO185
- 2019 UP185
- 2019 UQ185
- 2019 UR185
- 2019 US185
- 2019 UT185
- 2019 UU185
- 2019 UV185
- 2019 UW185
- 2019 UX185
- 2019 UY185
- 2019 UZ185
- 2019 UA186
- 2019 UB186
- 2019 UC186
- 2019 UD186
- 2019 UE186
- 2019 UF186
- 2019 UG186
- 2019 UH186
- 2019 UJ186
- 2019 UK186
- 2019 UL186
- 2019 UM186
- 2019 UN186
- 2019 UO186
- 2019 UP186
- 2019 UQ186
- 2019 UR186
- 2019 US186
- 2019 UT186
- 2019 UU186
- 2019 UV186
- 2019 UW186
- 2019 UX186
- 2019 UY186
- 2019 UZ186
- 2019 UA187
- 2019 UB187
- 2019 UC187
- 2019 UD187
- 2019 UE187
- 2019 UF187
- 2019 UG187
- 2019 UH187
- 2019 UJ187
- 2019 UK187
- 2019 UL187
- 2019 UM187
- 2019 UN187
- 2019 UO187
- 2019 UP187
- 2019 UQ187
- 2019 UR187
- 2019 US187
- 2019 UT187
- 2019 UU187
- 2019 UV187
- 2019 UW187
- 2019 UX187
- 2019 UY187
- 2019 UZ187
- 2019 UA188
- 2019 UB188
- 2019 UC188
- 2019 UD188
- 2019 UE188
- 2019 UF188
- 2019 UG188
- 2019 UH188
- 2019 UJ188
- 2019 UK188
- 2019 UL188
- 2019 UM188
- 2019 UN188
- 2019 UO188
- 2019 UP188
- 2019 UQ188
- 2019 UR188
- 2019 US188
- 2019 UT188
- 2019 UU188
- 2019 UV188
- 2019 UW188
- 2019 UX188
- 2019 UY188
- 2019 UZ188
- 2019 UA189
- 2019 UB189
- 2019 UC189
- 2019 UD189
- 2019 UE189
- 2019 UF189
- 2019 UG189
- 2019 UH189
- 2019 UJ189
- 2019 UK189
- 2019 UL189
- 2019 UM189
- 2019 UN189
- 2019 UO189
- 2019 UP189
- 2019 UQ189
- 2019 UR189
- 2019 US189
- 2019 UT189
- 2019 UU189
- 2019 UV189
- 2019 UW189
- 2019 UX189
- 2019 UY189
- 2019 UZ189
- 2019 UA190
- 2019 UB190
- 2019 UC190
- 2019 UD190
- 2019 UE190
- 2019 UF190
- 2019 UG190
- 2019 UH190
- 2019 UJ190
- 2019 UK190
- 2019 UL190
- 2019 UM190
- 2019 UN190
- 2019 UO190
- 2019 UP190
- 2019 UQ190
- 2019 UR190
- 2019 US190
- 2019 UT190
- 2019 UV190
- 2019 UW190
- 2019 UX190
- 2019 UY190
- 2019 UZ190
- 2019 UA191
- 2019 UB191
- 2019 UC191
- 2019 UD191
- 2019 UE191
- 2019 UF191
- 2019 UG191
- 2019 UH191
- 2019 UJ191
- 2019 UL191
- 2019 UM191
- 2019 UN191
- 2019 UP191
- 2019 UQ191
- 2019 UR191
- 2019 US191
- 2019 UT191
- 2019 UU191
- 2019 UV191
- 2019 UW191
- 2019 UX191
- 2019 UY191
- 2019 UZ191
- 2019 UA192
- 2019 UB192
- 2019 UD192
- 2019 UE192
- 2019 UF192
- 2019 UG192
- 2019 UH192
- 2019 UJ192
- 2019 UK192
- 2019 UL192
- 2019 UM192
- 2019 UN192
- 2019 UO192
- 2019 UP192
- 2019 UQ192
- 2019 UR192
- 2019 US192
- 2019 UT192
- 2019 UU192
- 2019 UV192
- 2019 UW192
- 2019 UX192
- 2019 UY192
- 2019 UZ192
- 2019 UA193
- 2019 UB193
- 2019 UC193
- 2019 UD193
- 2019 UE193
- 2019 UF193
- 2019 UG193
- 2019 UH193
- 2019 UJ193
- 2019 UK193
- 2019 UL193
- 2019 UM193
- 2019 UN193
- 2019 UO193
- 2019 UP193
- 2019 UQ193
- 2019 UR193
- 2019 UT193
- 2019 UU193
- 2019 UW193
- 2019 UX193
- 2019 UZ193
- 2019 UA194
- 2019 UB194
- 2019 UC194
- 2019 UD194
- 2019 UE194
- 2019 UF194
- 2019 UG194
- 2019 UH194
- 2019 UJ194
- 2019 UK194
- 2019 UL194
- 2019 UM194
- 2019 UN194
- 2019 UO194
- 2019 UP194
- 2019 UQ194
- 2019 US194
- 2019 UT194
- 2019 UU194
- 2019 UW194
- 2019 UX194
- 2019 UY194
- 2019 UA195
- 2019 UB195
- 2019 UC195
- 2019 UD195
- 2019 UE195
- 2019 UF195
- 2019 UG195
- 2019 UJ195
- 2019 UK195
- 2019 UL195
- 2019 UM195
- 2019 UO195
- 2019 UP195
- 2019 UQ195
- 2019 UR195
- 2019 US195
- 2019 UT195
- 2019 UU195
- 2019 UV195
- 2019 UX195
- 2019 UZ195
- 2019 UA196
- 2019 UB196
- 2019 UC196
- 2019 UD196
- 2019 UE196
- 2019 UF196
- 2019 UH196
- 2019 UJ196
- 2019 UK196
- 2019 UL196
- 2019 UM196
- 2019 UN196
- 2019 UO196
- 2019 UP196
- 2019 UQ196
- 2019 UR196
- 2019 US196
- 2019 UU196
- 2019 UV196
- 2019 UW196
- 2019 UX196
- 2019 UY196
- 2019 UZ196
- 2019 UA197
- 2019 UB197
- 2019 UC197
- 2019 UD197
- 2019 UE197
- 2019 UF197
- 2019 UG197
- 2019 UH197
- 2019 UJ197
- 2019 UL197
- 2019 UM197
- 2019 UN197
- 2019 UO197
- 2019 UP197
- 2019 UQ197
- 2019 US197
- 2019 UT197
- 2019 UU197
- 2019 UV197
- 2019 UW197
- 2019 UX197
- 2019 UY197
- 2019 UZ197
- 2019 UA198
- 2019 UB198
- 2019 UD198
- 2019 UE198
- 2019 UF198
- 2019 UG198
- 2019 UH198
- 2019 UJ198
- 2019 UK198
- 2019 UL198
- 2019 UM198
- 2019 UN198
- 2019 UO198
- 2019 UP198
- 2019 UQ198
- 2019 UR198
- 2019 US198
- 2019 UT198
- 2019 UU198
- 2019 UV198
- 2019 UW198
- 2019 UX198
- 2019 UY198
- 2019 UZ198
- 2019 UA199
- 2019 UB199
- 2019 UC199
- 2019 UD199
- 2019 UE199
- 2019 UF199
- 2019 UG199
- 2019 UH199
- 2019 UJ199
- 2019 UK199
- 2019 UL199
- 2019 UM199
- 2019 UN199
- 2019 UO199
- 2019 UP199
- 2019 UQ199
- 2019 UR199
- 2019 US199
- 2019 UT199
- 2019 UU199
- 2019 UV199
- 2019 UX199
- 2019 UZ199
- 2019 UA200
- 2019 UB200
- 2019 UC200
- 2019 UD200
- 2019 UE200
- 2019 UF200
- 2019 UG200
- 2019 UH200
- 2019 UJ200
- 2019 UK200
- 2019 UM200
- 2019 UN200
- 2019 UO200
- 2019 UP200
- 2019 UQ200
- 2019 UR200
- 2019 US200
- 2019 UT200
- 2019 UU200
- 2019 UV200
- 2019 UW200
- 2019 UX200
- 2019 UY200
- 2019 UZ200
- 2019 UA201
- 2019 UB201
- 2019 UC201
- 2019 UD201
- 2019 UE201
- 2019 UF201
- 2019 UG201
- 2019 UH201
- 2019 UJ201
- 2019 UK201
- 2019 UL201
- 2019 UM201
- 2019 UN201
- 2019 UO201
- 2019 UP201
- 2019 UQ201
- 2019 UR201
- 2019 US201
- 2019 UT201
- 2019 UU201
- 2019 UV201
- 2019 UW201
- 2019 UX201
- 2019 UY201
- 2019 UZ201
- 2019 UA202
- 2019 UB202